# 山縣有朋
- 山縣有朋
- 山県有朋

山縣 有朋（やまがた ありとも、旧字体：山縣 有朋󠄁、1838年6月14日〈天保9年閏4月22日〉- 1922年〈大正11年〉2月1日）は、日本の政治家。最終階級・称号は元帥陸軍大将。位階・勲等・功級・爵位は従一位大勲位功一級公爵。
内務卿（第9代）、内務大臣（初代）、内閣総理大臣（第3・9代）、司法大臣（第7代）、枢密院議長（第5・9・11代）、陸軍第一軍司令官、貴族院議員、陸軍参謀総長（第5代）を歴任した。

## 概説
幼名辰之助、通称は小助、1864年以降は狂介・小輔・狂助・狂輔。変名として萩原鹿之助の名も用いた。1871年以降に有朋の諱を称した。号は1871年まで素狂、以降は無隣庵主、含雪。
長州藩の蔵元付仲間だった下級武士の家に生まれ、学問と槍の稽古に励んだ。学問を修めて松下村塾に入り尊王攘夷運動に従事。高杉晋作が創設した奇兵隊で軍監となり、戊辰戦争で転戦した。明治維新後の1869年に渡欧し、各国軍制を視察して1870年の帰国後に兵部大輔に就任。西郷隆盛とともに御親兵の組織と廃藩置県に尽力した。
1873年の陸軍省創設で陸軍卿に就任。1878年にはドイツに倣った参謀本部を創設し初代参謀本部長に就任。1878年の軍人訓誡、1882年の軍人勅諭の起案、頒布にあたった。1882年には参事院議長、1882年に内務卿、1885年に第1次伊藤内閣の内務大臣に就任し、黒田内閣でも留任。1884年に伯爵、1890年に陸軍大将に昇進した。
1889年に第1次山縣内閣を組閣。軍備拡張をめぐり民党と対立し、自由党土佐派を切り崩して切り抜けたが、結局1891年に内閣総辞職。この際に元勲優遇の勅語を受け、以降元老として大きな政治力を発揮した。
日清戦争では第一軍司令官として出征。1898年に元帥。同年の第1次大隈内閣瓦解後、第2次山県内閣を組閣。憲政党と提携して地租増徴を行い、政党勢力の官僚機構進出を阻むため文官任用令改正、枢密院権限の拡大、軍部大臣現役武官制の制定などで官僚制を強化。また治安警察法の制定で台頭する労働運動に備えた。外交面では1900年の義和団事件で列強諸国と共に清に派兵し列強諸国の一員となる地歩を固めた。同年に伊藤博文が立憲政友会を組織したことで内閣総辞職。
日露戦争では参謀総長として指揮し、その戦功で1907年に公爵。1909年の伊藤博文の死後には軍の巨頭として元老内の最有力者となったが、大正期に政党政治の力が本格的に強まってくると影響力を弱め政党政治を容認するに至った。1922年に死去し、国葬に付された。

## 生涯

### 幼少期
天保9年閏4月22日（1838年6月14日）、萩城下近郊の阿武郡川島村（現・山口県萩市川島）に、長州藩の蔵元仲間組の山縣三郎有稔（中村喜左衛門の子）の長男として生まれた。長州藩における蔵元仲間組は戦時には武具を運び、平時には奉行所の下役人として働く足軽であり、両刀を差すことはできたが、一般の武士より低い扱いを受けていた。母は有朋が数え年5歳のころに病没し、厳格な祖母のもとで育てられた。
有稔は手子役という、奉行所の下級職人であったが、国学を学び歌を詠むなど、学問に優れていた。その父から勉強を教えられた。15歳で元服し、蔵元両人所、次いで明倫館の手子役となった。その後は代官所の手子役となり、農村を回って実務を学んだという。その後御徒目付の家来の横目役についた。このころには撃剣・槍術などの武芸にも励み、23歳ごろには宝蔵院流の使い手として藩内で知られていたという。友人の杉山松助らに松下村塾への入塾を勧められるも、「吾は文学の士ならず」として辞退したともいわれる

### 尊攘志士
安政5年（1858年）7月、時勢を学ぶためとして、山縣を含む6人の若者が京都に派遣されることとなった。派遣された6名のうち、4人は杉山と伊藤俊輔（のちの伊藤博文）を始めとする松下村塾の塾生であり、山縣が選ばれたのは杉山が吉田松陰に推薦したためであるという。京都では尊王攘夷派の大物であった久坂玄瑞・梁川星巌・梅田雲浜らに感化されて尊皇攘夷思想をいだき、10月の帰藩後に久坂の紹介で吉田松陰の松下村塾に入塾した。しかし翌月には松陰は謹慎の身となり、まもなく獄に下り刑死することになった。山縣は松陰から大きな影響を受けたと語り、生涯「松陰先生門下生」と称し続けた。入塾間もない山縣に咎めはなかったが、他の塾生を入獄させないよう藩の重役に直談判するなどしている。
万延元年（1860年）には薩摩藩の動向を探るため、書状の届け役として薩摩に潜入しているが、警戒が厳しく薩摩弁も理解できなかったために役目を十分に果たせなかった。この年には父有稔が病没している。
文久3年（1863年）1月3日には「尊皇攘夷」の正義をわきまえていると賞され、終身の士分に取り立てられた。2月に再度京都へ向かい、滞在中に高杉晋作と出会い親しくなった。その後はリウマチを患って療養していたが、9月ごろからは高杉が創設した奇兵隊に関与するようになり、12月23日に3代目総管・赤禰武人のもとで、副官に当たる奇兵隊軍監と壇ノ浦支営の司令に就任し、兵隊訓練と壇ノ浦警備に励んだ。

### 長州防衛戦

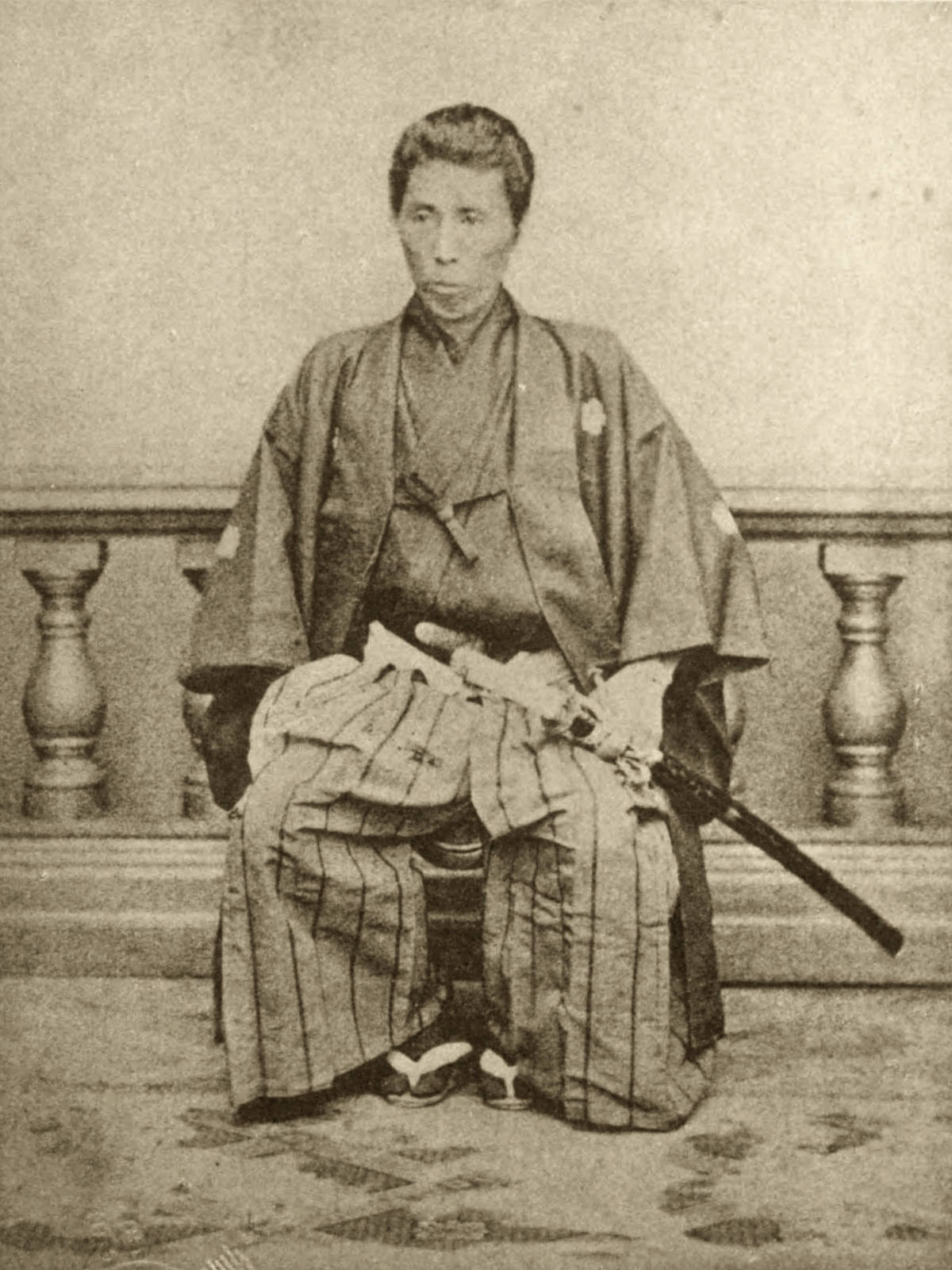
奇兵隊軍監時代の山縣

元治元年（1864年）、長州藩では軍を率いて上洛するという声が盛んになった。山縣は岡山藩・広島藩と連携するべきと考えていたが、容れられなかった。6月には池田屋事件が京都で発生、旧友の杉山が命を落とした。長州の藩論は激高し、久坂玄瑞や入江九一などが京都に潜入した。山縣も上洛を願い出たが、下関海峡の警護が重要であるとして、藩主命令で差し止められた。7月19日には禁門の変が発生し、久坂と入江ら同門の友人たちが命を落とした。
さらに8月には下関海峡を四カ国連合艦隊が襲撃した。この下関戦争で、山縣は壇ノ浦砲台で外国艦隊相手に応戦したが、装備で大きく差がついた外国勢に敵わず敗北している。さらに第一次長州征討をうけたことで、幕府に恭順しようとする椋梨藤太ら俗論派が台頭した。これに高杉ら正義派は反発し12月に挙兵した（功山寺挙兵）。総管赤禰は俗論派との話し合いを考えており、山縣は反乱が時期尚早と考えていたため同調しなかった。しかし俗論派によって正義派の前田孫右衛門ら（甲子殉難十一烈士）が斬罪にされたことで、奇兵隊をふくむ諸隊では反俗論派の声が高まった。翌元治2年（慶応元年、1865年）1月2日、赤禰が奇兵隊を脱走し、山縣が事実上奇兵隊を掌握した。1月5日には高杉を支援することを決め、以降は俗論派との戦闘で次々に勝利を収め、正義派を勝利に導いた。しかし2月6日ごろから病気となり、5月6日に一旦軍監を免じられ、一ヶ月後に復帰している。またこの年の3月、山縣を育て上げた祖母が、山縣から贈られた反物で作った着物を纏って入水自殺を遂げた。後年、山縣は祖母が足手まといになってはならないと考えて自殺したのではないかと推測している。
慶応2年（1866年）の第二次長州征討では奇兵隊の実権を握り、高杉の海軍と協力して小倉を占領する活躍を見せた。その後7月27日の赤坂・鳥越の戦いなどでは小倉藩兵の抵抗に苦しめられるなど、12月28日の和睦まで最激戦地の小倉口を戦い抜いた。慶応3年（1867年）2月、山縣は木戸孝允の支配下として京都と摂津の間で事情探索を行うことを命じられた。しかし死の床にあった高杉に引き止められてすぐには出発せず、4月に逝去した高杉の葬儀を済ませ、5月2日に上洛した。京都では薩摩藩の倒幕派である西郷隆盛・大久保利通・黒田清隆らと交流を結んだ。国父島津久光や家老小松清廉とも面会し、薩長の連携計画を打診したが、倒幕計画のリスクをためらっていた薩摩上層部からははかばかしい返事は得られず、6月に帰藩した。上洛前の4月に庄屋の娘・友子と結婚、帰藩した7月に式を挙げている。
その後11月まで薩摩藩が倒幕への動きを見せず、山縣は疲労と心労で病気となり、7月には一時軍監を免じられている。11月17日、討幕の密勅を受けた薩摩藩主島津茂久が長州の三田尻港に到着し、11月25日に薩長連合軍が京都に向けて出港した。しかし山縣ら奇兵隊本隊は本営のある長州吉田に残り、翌慶応4年（明治元年・1868年）1月の鳥羽・伏見の戦いには参加できなかった。

### 戊辰戦争
鳥羽・伏見の戦い後に奇兵隊本隊にも出陣の命令が下り、山縣は参謀福田侠平を従えて3月に出発し、大坂、次いで江戸へ下向、再会した西郷と意気投合し江戸に滞在し、閏4月に大坂へ戻り木戸と話し合い、両者からの信頼を獲得した。また北陸地方・越後方面への出陣を命じられたことで山縣は戊辰戦争に加わることになった（ただし、福田は木戸と西国へ行き離脱）。
戊辰戦争（北越戦争・会津戦争）では黒田とともに北陸道鎮撫総督・会津征討総督高倉永祜の参謀となり、奇兵隊を含む諸藩兵を指揮する立場に昇格した。閏4月19日に高田で軍を集結させると二手に分け北上、山縣と黒田は海沿いに進む軍監三好重臣が指揮する本隊と同行、もう1人の軍監岩村高俊率いる別動隊は内陸部へ進軍した。本隊は27日の鯨波戦争で桑名藩兵に勝利し、翌28日に柏崎を占領した。別動隊も小千谷を占領し、順調に戦線を進めたかに見えたが、越後口では長岡藩家老河井継之助と友軍の桑名藩士立見尚文の前に苦戦を強いられ、5月13日の朝日山の戦いで奇兵隊を率いた友人の時山直八を立見率いる雷神隊に討ち取られ、山縣は衝撃のあまり涙を流したと伝えられる。膠着状態だった戦線は19日に本隊の三好による長岡城陥落で新政府側が有利になったが、7月25日に河井が長岡城を奇襲で奪還（八丁沖の戦い）、山縣はなすすべもなく西園寺公望総督（病気で辞職した高倉の後任）ともども城外へ逃げ出す羽目になった。
それでも城外で体勢を立て直し、奇襲の際に河井が重傷を負い敵の勢いが衰え、山田と黒田が別動隊として海軍に乗り込み日本海を北上、長岡城陥落と同日に北の太夫浜へ上陸、新潟港を落とし新発田藩を寝返らせたこともあり、4日後の29日に長岡城を再度落とし、越後諸藩も降伏させ8月中に何とか越後を平定した。それから東へ進軍して9月18日から会津城籠城戦で包囲軍に加わり、4日後の22日に会津藩降伏に立ち会ったあと江戸へ下向、長州へ戻った。越後平定という戦果は挙げられたが、薩長兵間の対立が続き、特に長州藩兵の黒田参謀への不満は高まる一方であった。このため山縣は一時参謀を辞職したが、改めて参謀に任ぜられた。薩長兵の仲が悪いまま別々に行軍するなど問題続きだった。この問題は西郷が現地に赴き、慰められた山縣が薩長に気配りしたことで解決している。
明治2年（1869年）、維新の功によって賞典禄600石を賜っている。

### 日本陸軍の建設

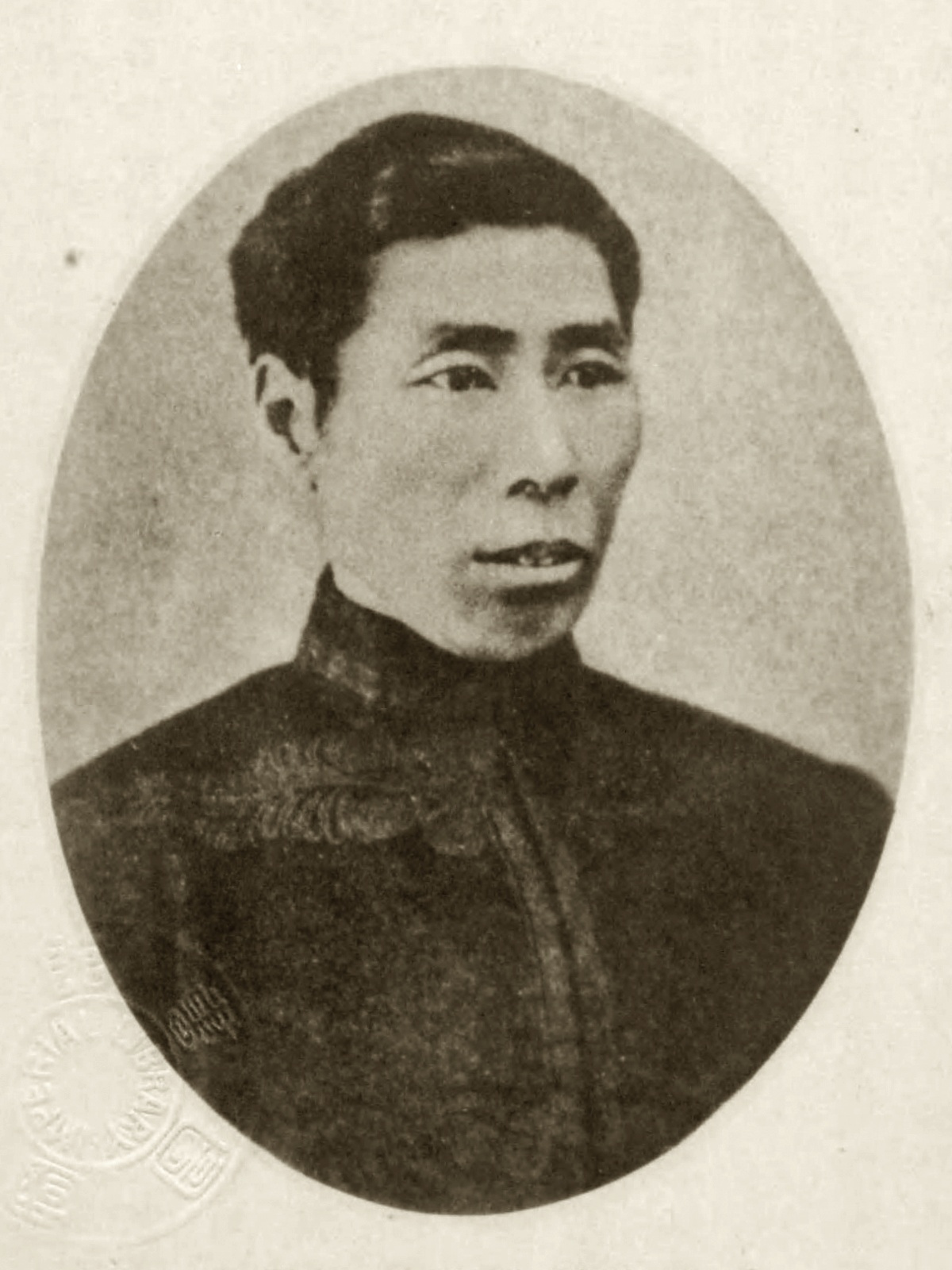
兵部少輔時代の山縣

明治2年3月、木戸や西郷に願い出ていた海外留学の許可が下り、6月28日に西郷の弟・西郷従道とともに渡欧し、フランス・イギリス・ベルギー・ドイツ・オーストリア・ロシア・オランダを巡遊した。翌明治3年（1870年）にアメリカ経由で8月2日に横浜港に到着した。
帰国後には兵部省のポストに就くよう勧誘されたが、当初は病気を理由として承諾しなかった。これは山縣の友人であった兵部大輔・前原一誠が直前に木戸と対立して辞表を出していたため、それに配慮してのことであった。当時の兵部省は、明治2年の山縣の海外留学中に長州の新政府幹部の1人でもあった初代・兵部大輔の大村益次郎が暗殺されたことで制度も滞ったままで、兵力も少ない皇居の護衛程度しか任務がない小官庁であり、兵部卿有栖川宮熾仁親王は名目上のトップで、実際は岩倉具視や木戸・大久保利通ら文官も強い影響力を持っていた。さらに兵部少丞の山田顕義との関係は希薄であり、仮に上官となっても服従させられるとは限らなかった。結局8月28日に山縣は兵部少輔に任命され、前原がまもなく辞職したことで、事実上の兵部省次官となった。11月には徴兵制のさきがけとして、畿内五カ国から兵を募る計画を立てたが、実現はされなかった。
山縣は各藩に分かれている軍事力を中央にまとめるため、薩摩に戻っていた西郷を政府へ呼び出す必要があると考えていた。明治3年12月、島津久光を東京に招くためとして岩倉が勅使として鹿児島に派遣され、山縣も随行した。鹿児島では大久保・川村純義・西郷従道とともに西郷を説得した。山縣は長州で木戸と面会した後、翌明治4年（1871年）1月末に帰京した。このころ木戸は廃藩置県実現の確信を得るに至ったが、それは山縣が薩摩から得た情報が元になっており、木戸は山縣に薩摩との連絡役を頼むなど、大きな信頼を寄せることとなった。2月には日田騒動の鎮圧に関与している。また廃藩置県後をにらみ、日本各地に旧藩兵を駐屯させる鎮台制度の調整を開始している。山縣と西郷従道は兵部省内の改革を進め、4月には兵部省内の部局を陸軍と海軍に分けている。
6月25日には太政官の大改革が行われ、ほとんどの卿と大輔が辞任し、山縣も兵部少輔を辞任している。6月29日には兵部少輔に再任された。また、7月1日には大久保や大隈重信・井上馨とともに、官制改正のための制度取り調べを命じられた。7月6日には西郷の元を訪れ、廃藩の説得にあたっている。7月14日、廃藩置県の詔が出た日に兵部大輔に昇進し、卿のいない兵部省のトップとなった。明治5年（1872年）2月27日、兵部省は陸軍省・海軍省に分割され、山縣は陸軍大輔となった。3月9日には山縣の上奏により御親兵が廃止されて近衛が設置され、山縣は近衛都督・陸軍中将にも任じられた。また3月には鎮台制度が開始されている。明治6年（1873年）1月の2鎮台増設とともに、東京軍管で全国徴兵の前段階としての新兵募集が行われている。

### 一時的な失脚と明治六年政変
当時、奇兵隊で山縣の部下だった政商・山城屋和助は、兵部省を含む各省庁から借り入れをし、大きな利益を上げていた。また各省庁の官吏も山城屋から借金をしていた。しかし生糸価格が暴落し、輸出を増やすために洋行したが、派手に豪遊したことで噂になった。司法卿の江藤新平は調査を行い、山縣の排斥運動につながった。
従来から反抗的であった薩摩系将校たちが辞職を迫ったことにより、山縣は6月29日に辞表を提出した。辞表を受け取った明治天皇は西郷隆盛・従道兄弟に調停に入るよう命じた。調停の結果、山縣と従道が近衛都督と副都督を辞任し、西郷隆盛が都督となることで収拾を図ることとなった。
この後山縣が山城屋に帰国を求め、借金の返済を迫ったところ、山城屋は関係書類を焼却して陸軍省内で割腹自殺を遂げた。
薩摩派の山縣攻撃は更に強まり、明治6年4月に山縣は再度辞表を提出した。この際、陸軍大輔の辞任のみが認められ、陸軍中将の地位は保つこととなった。山縣なき陸軍の瓦解を恐れた西郷・大隈重信・井上馨らは、4月29日に山縣を陸軍御用掛として陸軍卿代理に任じた。6月8日には陸軍卿兼任を求められ、辞退したものの認められず、陸軍卿を務めることとなった。
7月から山縣は各鎮台巡視を行い、10月の明治六年政変に直接関与することはなかった。山縣は当時閣議のメンバーではなかったが、政変後の10月26日に帰京した際もなかなか木戸の元を訪れないなど煮え切らない態度をとり、木戸の怒りを買うこととなった。これは山縣が恩人である西郷との対立に消極的であったためと指摘する意見もある。
政変後の人事では山縣以外の卿はすべて参議となったにもかかわらず、木戸の反対により山縣のみ参議となれなかった。その後も大久保利通と伊藤博文、岩倉らはなおも山縣の参議就任を働きかけている。一方で陸軍省内での山田顕義派閥との対立が激化し、明治7年（1874年）2月に陸軍卿を辞任、近衛都督に就任した。2月22日には参謀局（後の参謀本部）が設置され、参謀局長に就任した。しかし立場は不安定であり、佐賀の乱や台湾出兵に関与できなかった。
しかし台湾出兵での西郷従道の独断出兵に不安を覚えた大久保は、出兵反対派であった山縣の再起用を考え、6月30日に陸軍卿に再任された。8月に大久保の推薦で参議に就任した。またこのころから一時険悪であった木戸との関係も修復される。

### 西南戦争

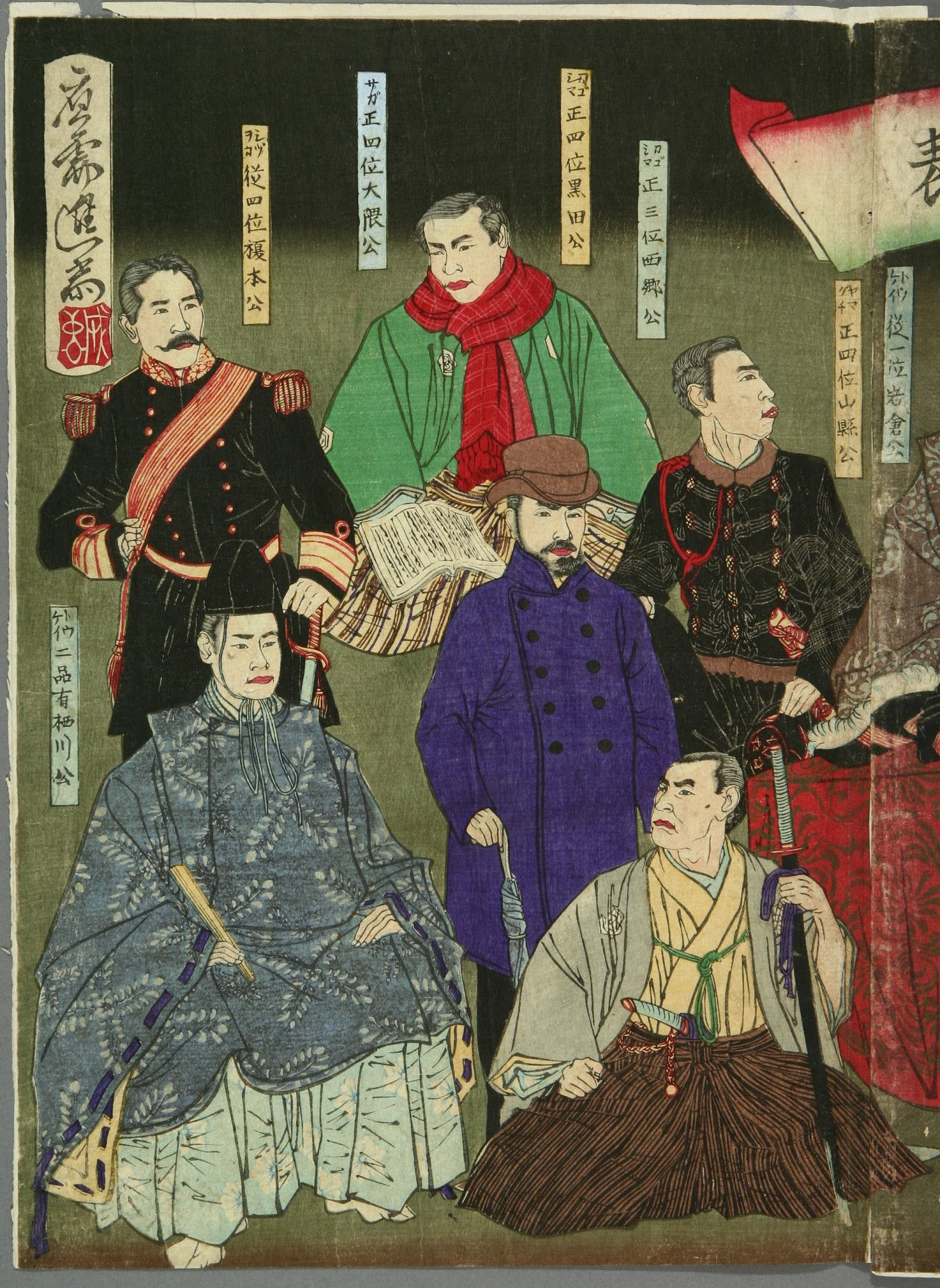
應需進斎筆「開明貴族表」、大判三枚続錦絵（左）
トウケイ 二品有栖川公、シヅヲカ 従四位榎本公、サガ 正四位大隈公、カゴシマ 正四位黒田公、カゴシマ 正三位西郷公、ヤマグチ 正四位山縣公（明治10年〈1877年〉）

明治10年（1877年）2月に勃発した西南戦争では、当初大久保など政府中枢は西郷が加担することはないと考えていたが、山縣は西郷が騒動に与する考えはなくとも、情誼において私学校党の徒が必ず担ぎ出すと見ていた。山縣は陸軍卿兼任のまま、現場総指揮官である参軍に就任した。海軍側の参軍として川村純義も就任したが、陸軍が中心であった政府軍の戦略の中心を担うこととなる。錬度や士気で優る薩軍に対し、装備と物量・兵力で対抗して鎮圧した。また、電信を活用し分散した軍との連絡を取り合い、政府も海軍を使い薩軍の後方の鹿児島を襲撃させ制海権を掌握した。薩軍挙兵前の1月28日に、不穏な鹿児島情勢を警戒し、山縣は陸軍少輔大山巌や熊本鎮台司令長官谷干城に厳戒態勢を滞在中の京都から命じて、小倉の歩兵第14連隊から一個中隊を派遣して長崎港の防備を固めた。はたして薩軍は2月5日に挙兵、山縣は2月10日に太政大臣の三条実美の許可を得て大山に命じて近衛歩兵第1連隊・東京鎮台歩兵第1大隊・東京鎮台山砲兵第1大隊への出帥準備させ、大山は2月14日に薩軍鹿児島進発の報を受けて順次兵員を出動させた。熊本鎮台の兵が籠城する熊本城を攻めあぐねた薩軍は一部を残して北上、博多港から南下した援軍の政府軍と田原坂など周辺で激突した。
3月4日から政府軍は田原坂を攻撃したが、薩軍の果敢な襲撃と堅固な陣地の前では突破できず犠牲が増え、抜刀隊の投入などを経てようやく20日に田原坂を突破したが、東の植木から先は薩軍の抵抗で進めないままだった。こうしたなかで高島鞆之助が進言した別働隊編成案が閣議で採用され、征討参軍となった黒田清隆を指揮官として山田と川路利良が率いる別働第二旅団が編成された。3月18日から22日ににかけて別動第二旅団は熊本の南の八代に上陸、薩軍の抵抗を排除しながら北上、4月14日に熊本城へ入り包囲から解放した。それにより植木の薩軍は撤退、山縣の本隊も16日に入城を果たした。陸軍の山縣が敵と対峙している間に海路から黒田と山田が敵の背後を占領・牽制するという、奇しくも戊辰戦争と同じ状況が再現されたが、山縣と黒田の対立が激化したため、黒田は熊本城解放後に辞任、山田は山縣の下に属し従軍を続けた。
撤退する薩軍を追い政府軍は熊本城から東進、山縣は雌雄を決すべく熊本平野の南北に防衛線を張った薩軍と20日に激戦を繰り広げた（城東会戦）。関ヶ原の戦い以来の大会戦といわれ、双方が死力を尽くした城東会戦は北は大津から、南は御船まで政府軍と薩軍が拠点を奪い合う死闘となったが、山田の別働第二旅団が御船を落としたことが転機となり、ほかの戦線も次々と崩れ薩軍は撤退、1日で政府軍の勝利に終わった。以後、山縣は軍の指揮を執り、南の人吉から南東の都城、そこから北東の宮崎、北の延岡まで逃げる薩軍を追跡しながら鹿児島の分隊に援軍を送り、鹿児島を包囲していた薩軍の一部隊を蹴散らし、ほかの戦線にも部隊を送り薩軍を追い詰めていった。やがて8月14日に延岡を陥落させ、翌15日に北の長井村から延岡奪回を図った薩軍との戦闘にも勝利したが、17日夜から18日未明にかけ薩軍が脱出、長井村に包囲網を敷きながら薩軍に西の可愛岳を突破され逃げられる失態を犯し、部下に送った手紙で反省の気持ちを書いている。
態勢を立て直し薩軍追跡を続行、南下して薩軍に奪われた鹿児島へ進軍し、9月24日の最後の城山の戦いでは、1度逃げられた反省から幾重にも包囲網を張り巡らし、各旅団と打ち合わせを重ね慎重かつ詳細に包囲網の部署や攻撃地点などを定めた。また別の戦争終結も試み、直前の23日に西郷へ自決を勧める書状を送った。内容は、大義名分のない挙兵は西郷の意志ではなく周りの暴走ではないかと西郷の心情を慮ったうえで、これ以上犠牲者を出さないため西郷に自決を勧めたが、西郷が返事をしなかったため決戦となった。
政府軍は城山へ総攻撃をかけ、西郷が自決し戦争は終結した。西郷の遺体を検分した山縣は、任務を全うしたことを喜びつつも西郷の死に涙を流し悼んだとのちに回想している。戦後は恩賞として勲一等旭日大綬章と勲章・年金を与えられ、別荘・椿山荘を購入し作庭に取りかかった。

### 陸軍の権力闘争から派閥結成まで

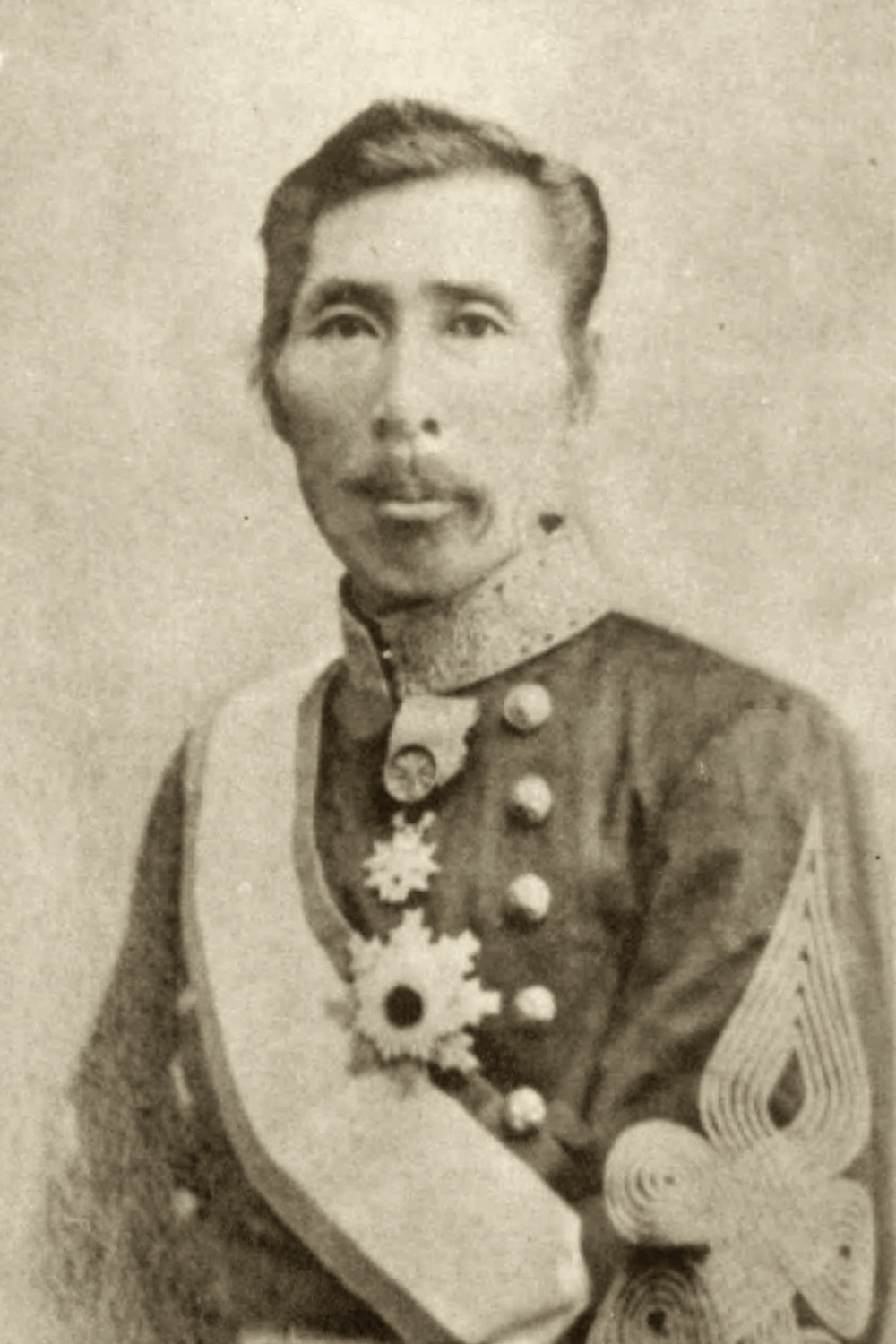
参謀本部長時代の山縣

戦争で財政が枯渇し経費を節減したため、陸軍内には不満が蓄積するようになった。また、山縣は勲功調査委員として恩賞選定の責任者となっていたことも恨みを買う事となる。
翌明治11年（1878年）8月23日、兵士の待遇を悪くしたり恩賞を下級兵士に与えなかったりしたことが原因で近衛歩兵大隊の暴動（竹橋事件）が発生し、鎮圧された。しかし山縣への不満の声は高まり、ストレスに悩まされた山縣は「精神不調症」となり、9月半ばから11月7日まで転地療養を行う。
山縣は、竹橋事件の背景には自由民権運動の影響があると考え、この間の10月12日に、西周に起草させた『軍人訓誡』（軍人勅諭の原型）を陸軍へ配布し、軍紀の引き締めを図った。伊藤・岩倉らは山縣を傷つけない形で収拾を図ろうとし、内閣改造案の策定に取り掛かった。しかし、内閣改造が政府の弱さを晒すことになるという井上馨の反対も有り、西郷従道の提案で参謀局は独立して参謀本部が成立することとなった。12月7日に大山巌を参謀次長とする参謀本部が編成され、12月24日陸軍卿を辞任した山縣は参議のまま初代参謀本部長となった。このころ参謀局に在籍していた桂太郎は、山縣の腹心となっていた。翌年10月に山縣は、近衛都督の地位を参謀局長であった鳥尾小弥太に譲るが、後に彼は山縣らの批判者となる。
参謀本部を充実させる一方、山縣は1879年から翌年にかけて将校十余名と桂を駐在武官や語学研究生として清へ派遣し、兵役改革を調査をさせた。そしてその報告を受け、1880年（明治13年）11月30日 天皇に「進隣邦兵備略表」を上奏。
明治13年（1880年）には山縣と親しい大山巌が陸軍卿となり、陸軍の全権を山縣が握っていると評される状態となった。軍編成を鎮台から師団変更の検討など軍の整備も進めた。
明治十四年の政変では伊藤を支持し、黒田清隆の進める官有物払い下げの中止を求めている。
明治15年（1882年）1月に軍人の政治関与禁止を改めて記した軍人勅諭を制定。伊藤らから別の省の卿になることを求められるが、拒否して参謀本部長の地位に留まる。
明治15年（1882年）3月、伊藤が憲法調査のため外国へ旅立ち、参事院議長を辞任すると、山縣が参謀本部長を辞任して後任の参事院議長に就任。翌年8月に伊藤が帰国するまで在任した。参謀本部長は辞任したものの、参謀本部御用掛として参謀本部に強い影響力を残した。伊藤の帰国後は内務卿に転任。
明治17年（1884年）の華族令制定の際に華族に列して伯爵に除され、大山、桂、川上操六らと陸軍の改造・拡充を計画し、同年2月に大山陸軍卿が欧州視察に向かった後は、内務卿兼任のまま参謀本部長を勤める。大山が帰国した後も兼任は解かれなかったが、これは陸軍と参謀本部の自立を考える山縣にとって好ましい状態ではなかった。翌明治18年（1885年）12月22日、山縣の願いで参謀本部長の兼任は解かれた。同日に内閣制度創設で内務卿の名称が変わると、第1次伊藤内閣の内務大臣となった。三浦梧楼ら四将軍派、陸軍内若手の月曜会は山縣らの主導による軍拡に反対。また、予算上の問題から伊藤と井上が軍拡計画の再考を求めたことや、内部分裂を恐れて四将軍派の懐柔を提案したこともあり、山縣らの軍拡計画は明治26年（1893年）度まで延期となるなど一向に進まなかった。
明治19年（1886年）7月10日、桂陸軍総務局長は、監軍部の廃止と参謀本部の勢力抑制を目的とした検閲条例と陸軍進級条例の改正案を閣議に提出した。この条例には四将軍派の曾我参謀次長のみならず、明治天皇も裁可を渋った。また、三浦らも大山陸相を公然と批判し、これを受けた大山は「意見が通らなければ辞職する」といい、大山支持の薩摩軍人も揃って辞表を提出する騒ぎとなった。4月24日伊藤の説得で明治天皇は監軍を一つ残置すると修正させた後に、この条例を裁可した。陸軍首脳を公然と批判した曾我と三浦は閑職に左遷され、自ら辞表を提出している。一連の対立に際して山縣は表立って動いていないが、一貫して大山らを支持し四将軍派の排除に一役買った。
反対派がいなくなり陸軍改革も桂らの手で着々と進んだことにより、陸軍は山縣を中心とする派閥が形成されていった。
山縣は積極的に人材登用を行い、桂をはじめ児玉源太郎、岡沢精など同郷人や中村雄次郎、木越安綱ら他藩出身者も軍部へ取り立て、派閥を拡大していった。
軍拡と組織体制も整い、明治21年に師団への変更と参謀本部の改編が行われ、参謀本部は翌明治22年に参謀総長を長とする軍事組織へと改編が完了、のちに同様の組織として海軍軍令部も作られ陸海軍双方の参謀本部が完成した。
ただし、平常時で軍政に関わる事柄、特に予算関係は陸軍大臣が内閣と協議する慣例で、軍の中心は陸軍省にあり、参謀本部は完全に陸軍省から独立した部署には成りえていなかった。

### 内務省での活動

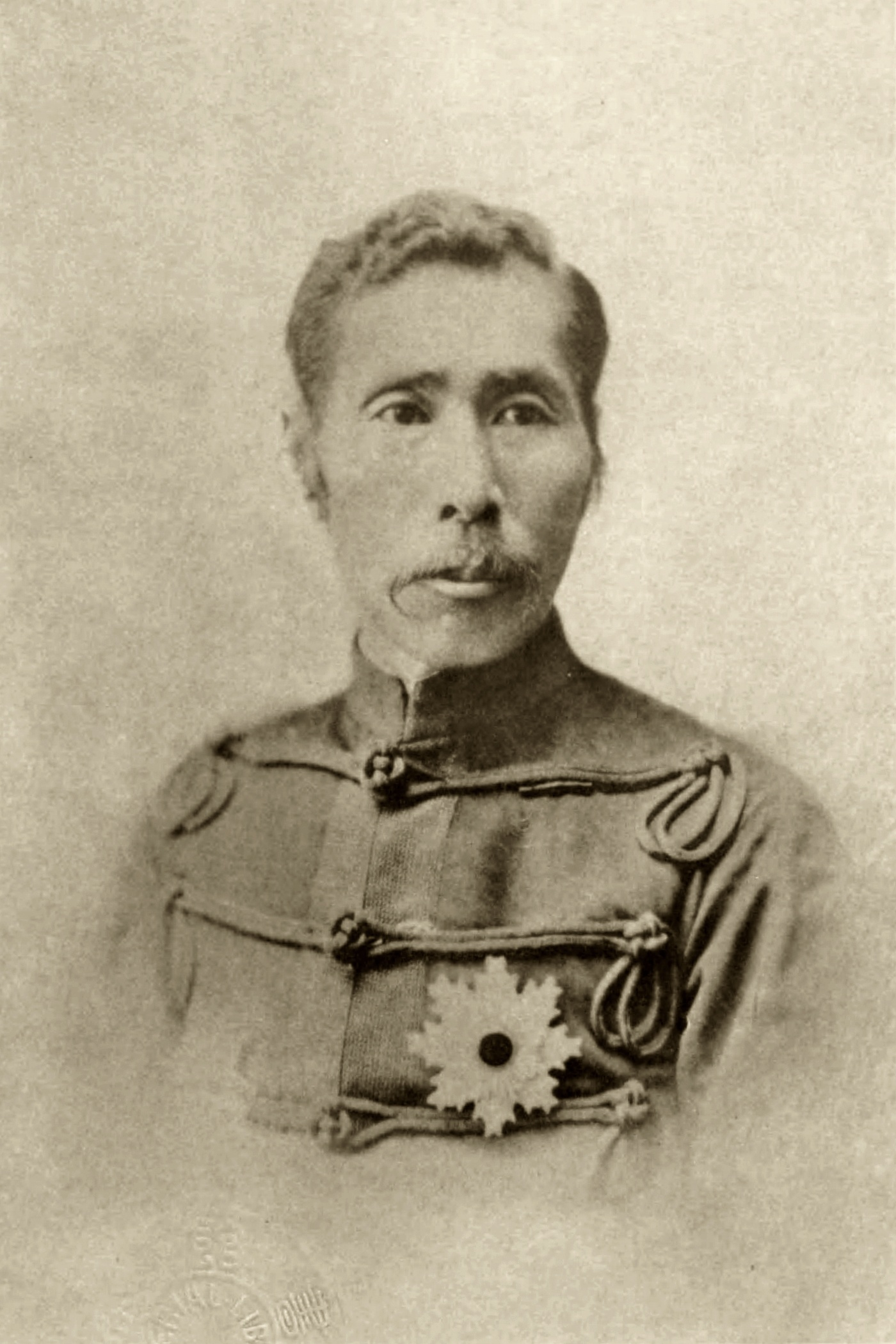
内務大臣時代の山縣

明治18年1月に京都府知事北垣国道に疏水起工特許を下し、5年後の明治23年4月に挙げられた琵琶湖疏水竣工式に出席。以後も琵琶湖疏水との関わりは続き、のちに京都の琵琶湖疏水のほとりに別荘・無鄰菴を建てると、庭池に疏水の水を流してもらっている（これは京都市が疏水事業を推進した山縣への恩義からではないかとされている）。
内務大臣として地方自治の形成に尽力し、市制・町村制・府県制・郡制を制定した。内相就任前から地方制度に関する意見を政府に提出していた山縣は、市町村制の公布に際し、明治20年（1887年）1月から開かれた地方制度編纂委員会で委員長を務め、ドイツのお雇い外国人アルベルト・モッセ、同郷の青木周蔵・野村靖らを委員として、ドイツの制度を参考にした自治制を日本に合うように修正・定着する方針に決めた。
しかし、地方が財政難の中各地方長官が急激な制度改革に反対、元老院と大蔵省も反対した。山縣は制度実現に向けて明治21年2月までに立案・審議を終わらせ、4月25日にまず市制町村制が公布、明治22年4月1日以降に各地で順次施行、明治23年（1890年）5月17日に府県郡制も公布された（施行は明治32年（1899年）3月16日まで遅れた）。
地方財政の対応策として明治の大合併を推進し、明治21年末から明治22年末までに約7万から約1万5,000と町村の数が激減するほどの合併を実行したが、地方に妥協し実情に合わせて配慮したため、旧町村と新町村の財政が一本化されない、新町村に吸収されたはずの旧町村の区域が名前を変えて残り、実際の町村は分離されたままという中途半端な結果に終わっている。
山縣が地方自治に熱心に取り組んだ理由は、日本国民に政治の仕組みを地方政治を通して理解させること、および急進派や過激思想（特に自由民権運動）を政治から遠ざけ、穏健派を政治に迎え入れる意図があった。府県と郡の政治機関は官選の知事（郡長）と補佐する執行機関の府県参事会（郡参事会）、地方議会にあたる府県会（郡会）で構成され、市町村も同じ構造で市長・市参事会・市会が政治機関で、町村もそれぞれ町長（村長）・助役・町会（村会）を置き、等級選挙と複選制（間接選挙）を導入して富裕層の政治参加を図った。山縣の狙いは普通選挙を導入して混乱を招くより、等級選挙で地方の有力者の政治参加を望み、地方議会政治を通して彼らを行政事務に慣れさせ、政治家として成長した地方議員達がやがて中央へ進出、将来帝国議会で堅実に政治を行うことを考えていた。
この山縣の意図はあまりうまくいかず、府県会選挙をめぐり市町村会員選挙が混乱、明治32年に帝国議会との妥協で府県郡制施行の際に府県郡会の複選制と大地主参加を廃止、府県会は直接国税3円以上の納税者による直接選挙に変更され、府県も官選の知事に対して府県会の権力が弱いなど（代わりに府県参事会はある程度知事に制限をかけられた）、地方自治の発達につながらず当初の目的から後退した例が多かった。それでも府県会と知事が相互牽制して両者の関係を成り立たせ、郡には町村が難題を抱えたときに代議決権を持たせるなど、工夫を凝らして自治育成の方針を残そうと努力した。
自治を促しつつ国から地方へのコントロールも行える仕組みにも取り組み、国から地方への行政執行命令と国税徴収を通しての規制強化で、中央と地方の関係を構築させようと試みた。ただし、のちに山縣は方針を変え、府県郡制施行で知事と郡長の権限を拡大、山縣系官僚が郡を通して町村を統制したため、軍と並んで地方も山縣の派閥の根拠地となっていった。

### 視察旅行

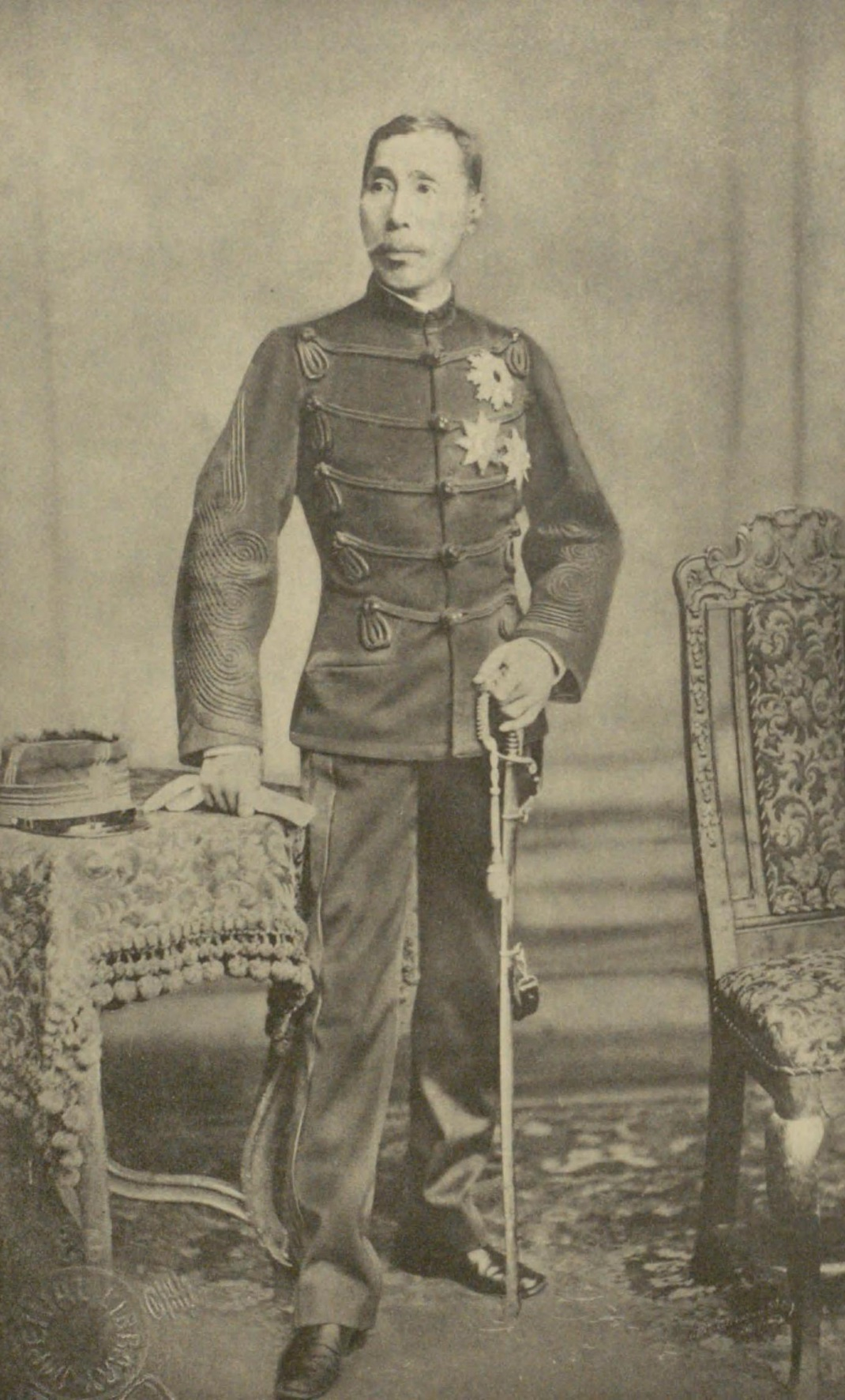
欧洲視察時の山縣（1889年、ベルリンにて）

明治21年（1888年）12月2日よりヨーロッパ各地へ視察旅行に出る。外国の地方自治制度と軍事および国会と地方議会の関係の調査が目的だった。フランスでは軍人政治家ジョルジュ・ブーランジェが大衆の人気を背景に打倒政府の首領に担がれたクーデター未遂事件（ブーランジェ将軍事件）を見聞、翌明治22年（1889年）2月11日の宮中での大日本帝国憲法発布式典には、フランス滞在中のため臨んでいない。伊藤も遊学しており、当時「シュタイン詣で」とさえ言われるほど日本政府の要人らがオーストリア・ウィーンの憲法学者ローレンツ・フォン・シュタインを訪れていたが、山縣も訪問している。ほかにイタリア、ドイツ、イギリスにも出かけ、ドイツでグナイスト、クルメツキ、ビスマルク、ヴィルヘルム2世らのもとを訪問している。しかし山縣は外国語ができず、その国の事情を十分に知ることができないとこぼしている。また議会を見学した際には「空論を主張するものが声望を得る」と批判的な感想を持った。10月2日に帰国した。
旅行で山縣が得た知識・体験は中央で急進的な民衆運動が政治を混乱させていること、対照的に地方議会は平穏な状態を見て国会開設を否定的に捉えるようになった。
自治制に協力したモッセの師にあたるグナイストからは、町村は住民の自治を基盤とするドイツ制度でよいとしながら、それより上の府県レベルには導入すべきでなく、官選の知事の権限が強いフランスの制度を採り入れることを忠告され、帰国後に公布された府県郡制に反映された。また、かつて大久保利通にも教示したシュタインやクルメツキたちからは、それぞれ外交方針と議会操縦を学び、これは帰国後に山縣が第1回帝国議会で発表する「主権線」「利益線」の概念と議会支持者の形成などに活かされるようになる。

### 「軍事意見書」「外交政略論」
内務大臣 として「ロシアのシベリア鉄道竣工が、将来日本の国益に大きな影響を与えるもの」と危機感を募らせた山縣は、明治21年（1888年）1月「軍事意見書」を書いた。さらに、それを踏まえて明治23年（1890年）3月「外交政略論」を書いた。これら2点の論文は、山縣内閣の閣僚に提示された。

### 三条暫定内閣と第1次山縣内閣

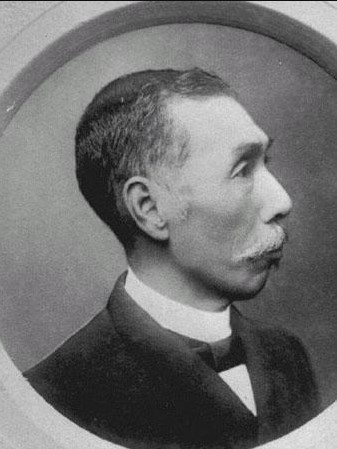
山縣有朋肖像写真（京都大学附属図書館蔵）

帰国後の黒田内閣は大隈外相の条約改正交渉を巡って紛糾していた。
黒田首相と大隈外相は山縣の支持を求め、一方で条約改正交渉反対派の閣僚西郷従道や松方正義といった薩摩の有力者は、黒田を辞任させて山縣を後継総理とすることで収拾を図ろうとしていた。山縣は条約改正交渉の中止に賛同し、黒田に延期を求めた。10月22日、黒田は山縣とともに大隈をのぞいた閣僚の辞表を提出した。黒田とその他の閣僚は後継首相として山縣を推薦していたが、山縣は受けなかった。やむなく明治天皇は内大臣三条実美に内閣総理大臣を兼任させた。黒田に引導を渡すことになった山縣であったが、黒田の体面を尊重した対応をとったため、その心象はかえってよいものとなった。明治22年（1889年）12月24日には三条が内閣総理大臣兼任を辞しているが、同日に内閣職権が廃され、首相の権力を弱めた内閣官制が導入されている。明治22年（1889年）12月24日、内閣総理大臣（第3代）に就任（第1次山縣内閣）した。特に功労が大きいという明治天皇の特旨により、山縣は現役軍人であり続けることを許された。

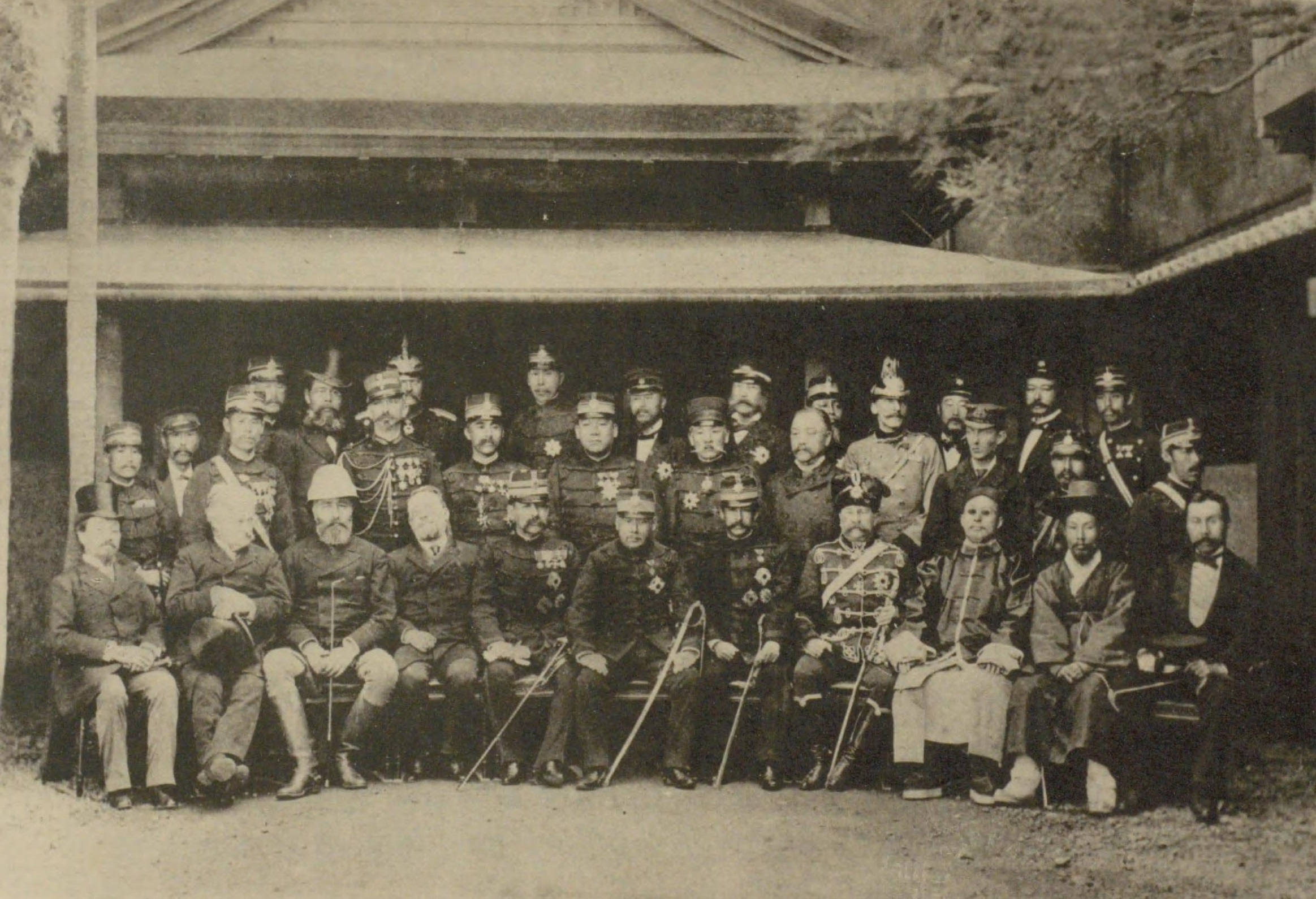
陸海軍連合大演習を期して名古屋の春琴楼に集まった軍首脳部と外国武官団。最後列の右から7人目が山縣有朋首相（1890年4月3日）

明治23年（1890年）6月7日には、西郷隆盛以来となる陸軍大将に昇進している。7月1日に第1回衆議院議員総選挙を迎え、11月29日に開会した日本最初の帝国議会に臨んだ。超然主義をとり軍備拡張を進め、第1回帝国議会では施政方針演説において「主権線」（国境）のみならず「利益線」（朝鮮半島）の確保のために軍事予算の拡大が必要であると説いた。対する野党・民党の立憲自由党、立憲改進党は激しく反発し、予算案の歳入を一部削る修正案を衆議院で作成、内閣も対抗措置として自由党議員の買収工作を行ったり、民党と関係が深い陸奥宗光農商務大臣を通して自由党との妥協を探り合ったりしている。結果、自由党内部から板垣退助を擁立する一派（土佐派）が政府の妥協を宣言、最初の帝国議会を円満に閉会させたい議員全体の意向もあり、予算案削減額はあまり変わらなかったものの、明治24年（1891年）3月2日に衆議院で予算が成立した。貴族院も軍から政治に場所を移し山縣との対立を継続した谷ら四将軍派などの反抗はあったが、4日後の6日に予算案は通過、8日に議会が無事閉会式を迎えたあと、5月6日に山縣は首相を辞任した。首相在任は1年5か月と短かったが、無事に第一回帝国議会を終わらせたことで山縣は政治家として名を上げ、伊藤に匹敵する藩閥実力者としての地位を確立した。第1次内閣の他の功績は府県郡制公布、明治23年10月30日に部下の芳川顕正文部大臣や井上毅法制局長官と協力した教育勅語発布が挙げられる。
後継には伊藤を推薦したが、薩摩閥に配慮した伊藤は受けず、松方が首相となる第1次松方内閣と交代した。
松方内閣では品川弥二郎内務大臣の後ろ盾となり、その選挙干渉政策を支持した。しかしこれは議会や政党に対する考えが異なる伊藤との溝を深めることとなった。
明治25年（1892年）7月に松方内閣が倒れると天皇から善後処置を伊藤や黒田清隆とともに下問された。これ以降、天皇が後継首相を重臣に下問する慣例が始まり、後に元老と呼ばれる制度となる。協議の末8月に第2次伊藤内閣が成立した。山縣は司法大臣として入閣し、司法官弄花事件の後処理に当たった。翌明治26年（1893年）3月10日に辞職、即日枢密院議長へ転任した。井上馨は病気を口実として内務大臣を辞任し、後任に山縣をつけて伊藤との関係を取り持とうとしたが、山縣は拒絶している。

### 日清戦争

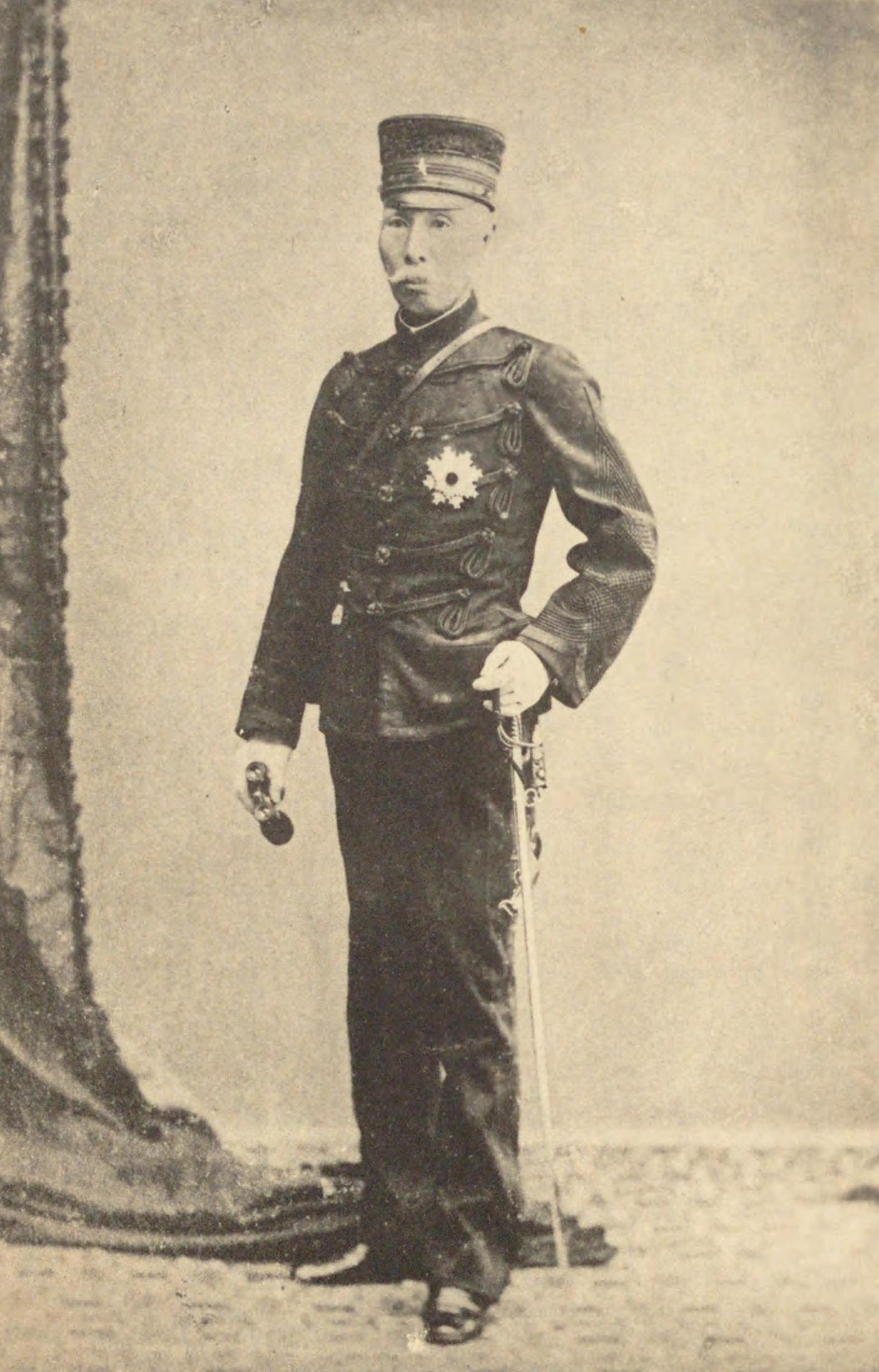
第一軍司令官として朝鮮出征を控えていた山縣

明治27年（1894年）になると、朝鮮では甲午農民戦争が勃発し、宗主国である清と日本の緊張が高まり、伊藤内閣も清との戦争を覚悟するようになった。6月下旬、山縣は釜山から上陸し、朝鮮半島を北上する戦争計画を立案したが、陸軍や海軍には受け入れられなかった。7月から始まった日清戦争では、枢密院議長として大本営のメンバーであった。しかし56歳にもかかわらず戦地に赴くことを希望し、8月8日に第一軍司令官の内命を受け、9月8日に宇品港を出向して朝鮮半島に向かった。配下の野津道貫が率いる第5師団が9月の平壌の戦いで平壌を陥落させるなど戦果はあげていたものの山縣自身は9月20日ごろから体調を崩し、11月初めごろには胃病に悩まされるようになった。山縣の病気は日本国内にも伝えられ、11月29日に天皇は「病気にかかったと聞いて心配に耐えない」「戦地の様子を聞かせるように」という勅語で帰国を命じた。病状は回復しつつあると伝えていた山縣は不満であったが、12月8日に帰国している。
無念の帰国を余儀なくされた山縣であったが、天皇・伊藤・井上らは山縣の今後について打ち合わせ、山縣の体面が守られるよう配慮した。山縣は第一軍司令官と枢密院議長を免じる代わりに監軍となり、2回目の元勲優遇の詔勅を受けている。山縣の体調も回復した明治28年（1895年）3月7日には海軍大臣西郷従道が兼務していた陸軍大臣に就任し、第二軍となっていた大山に「陸相に復職」したと手紙を書いている。山縣は戦後にはロシア帝国と提携するべきと考えていたが、そのロシア主導による三国干渉が発生したことで、講和問題に積極的に発言することはなくなった。
戦後の8月5日には大山、西郷従道とともに日清戦争の恩賞として旭日桐花大綬章、功二級金鵄勲章を授与、伯爵から侯爵に昇叙され、貴族院侯爵議員に就任。明治29年（1896年）3月にはニコライ2世戴冠式出席のために日本を出国、アメリカ・ヨーロッパ経由でロシアに到着した。一方で日清戦争後朝鮮に進出したロシアと交渉して妥協を見出し、6月9日に山縣・ロバノフ協定で対等な関係を結んだことで日清戦争で減退した威信も回復した。帰国の際、経由地の香港で食べた日本料理が原因で体調を壊し、7月28日に帰国したが、8月ごろまで京都で静養している。

### 山縣閥の拡大と結集

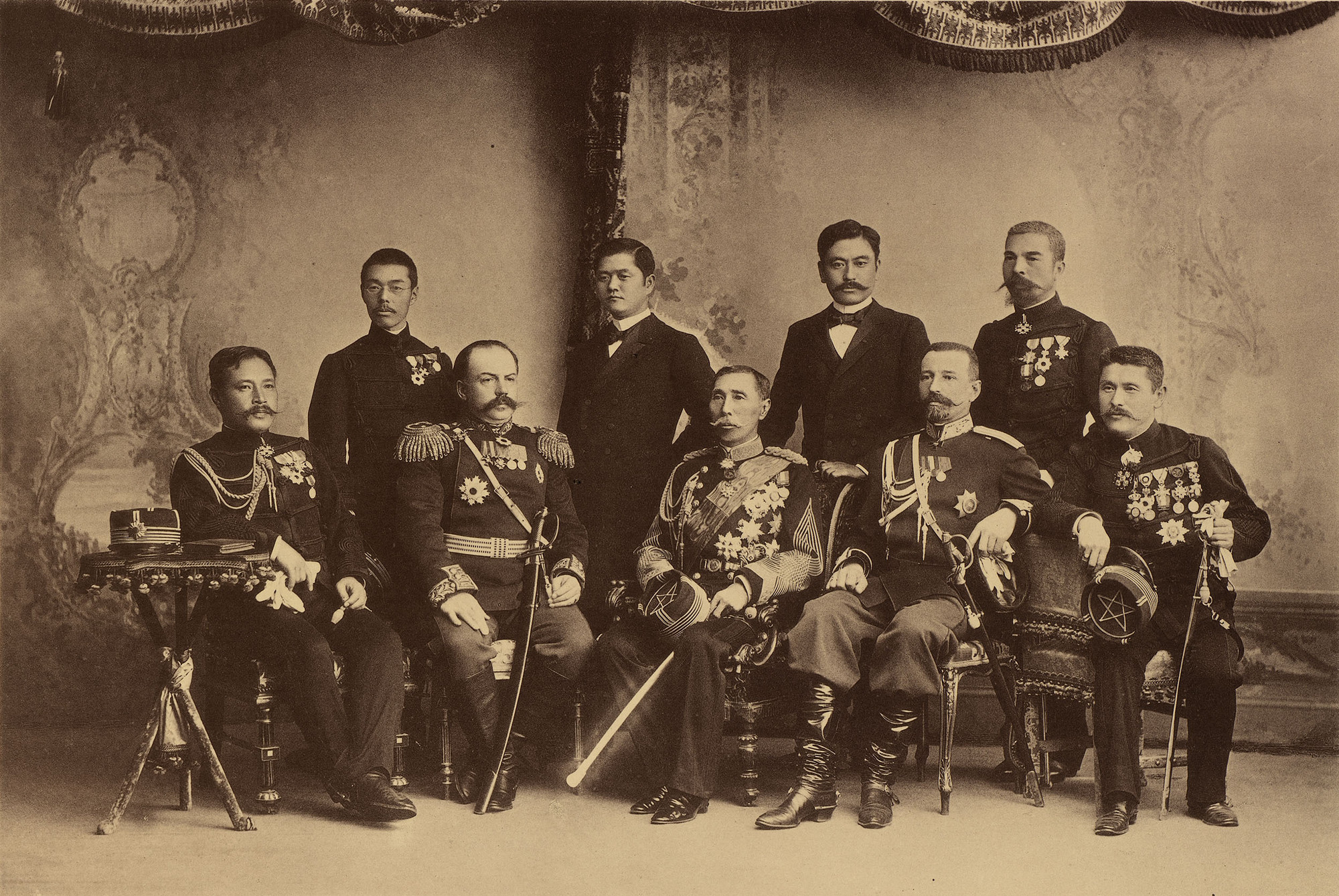
ロシア皇帝ニコライ2世の戴冠式に参列した日本使節団。前列中央が山縣有朋（1896年5月）

日清戦争後には、伊藤が内閣と議会の関係を模索、立憲自由党と手を組み連立を構想していた。また松方は伊藤への対抗として大隈重信の進歩党との提携を企てていた。しかし藩閥官僚はこれに強く反発、反政党を貫く山縣を旗印とする派閥を形成していくこととなる。第2次伊藤内閣で自由党の板垣退助が内務大臣となったことは内務官僚の反発を生み、明治28年11月から29年7月にかけて山縣閥が形成が促進されていった。
8月の第2次伊藤内閣総辞職後にできた第2次松方内閣は、大隈重信を外相とし、進歩党の支援も受けていたが、清浦奎吾法相をはじめとする山縣閥の官僚とその同調者が4人閣僚入りしている。続く明治31年（1898年）1月の第3次伊藤内閣には山縣系の芳川顕正外相と桂太郎陸相が入閣している。また、1月20日に山縣は大山・西郷らとともに軍人最高の地位である元帥の称号を受け、終身現役軍人になった。陸軍の重要人事6月に伊藤が辞任し、憲政会の大隈・板垣を後継とする旨を上奏した際、明治天皇はこれを「伊藤の内閣に大隈と板垣が入閣する」と考え、これを許可した。しかし誤解を悟った明治天皇は、山縣に組閣を依頼した。山縣はすでに大隈らに伝わっている以上撤回は困難であり、天皇に累が及ぶとして辞退した。こうして成立した第1次大隈内閣はほとんどの閣僚を憲政会党員が占める政党内閣となったが、桂太郎は引き続き陸相を務めた。山縣は政党内閣の成立を「明治政府の落城」と嘆いた。

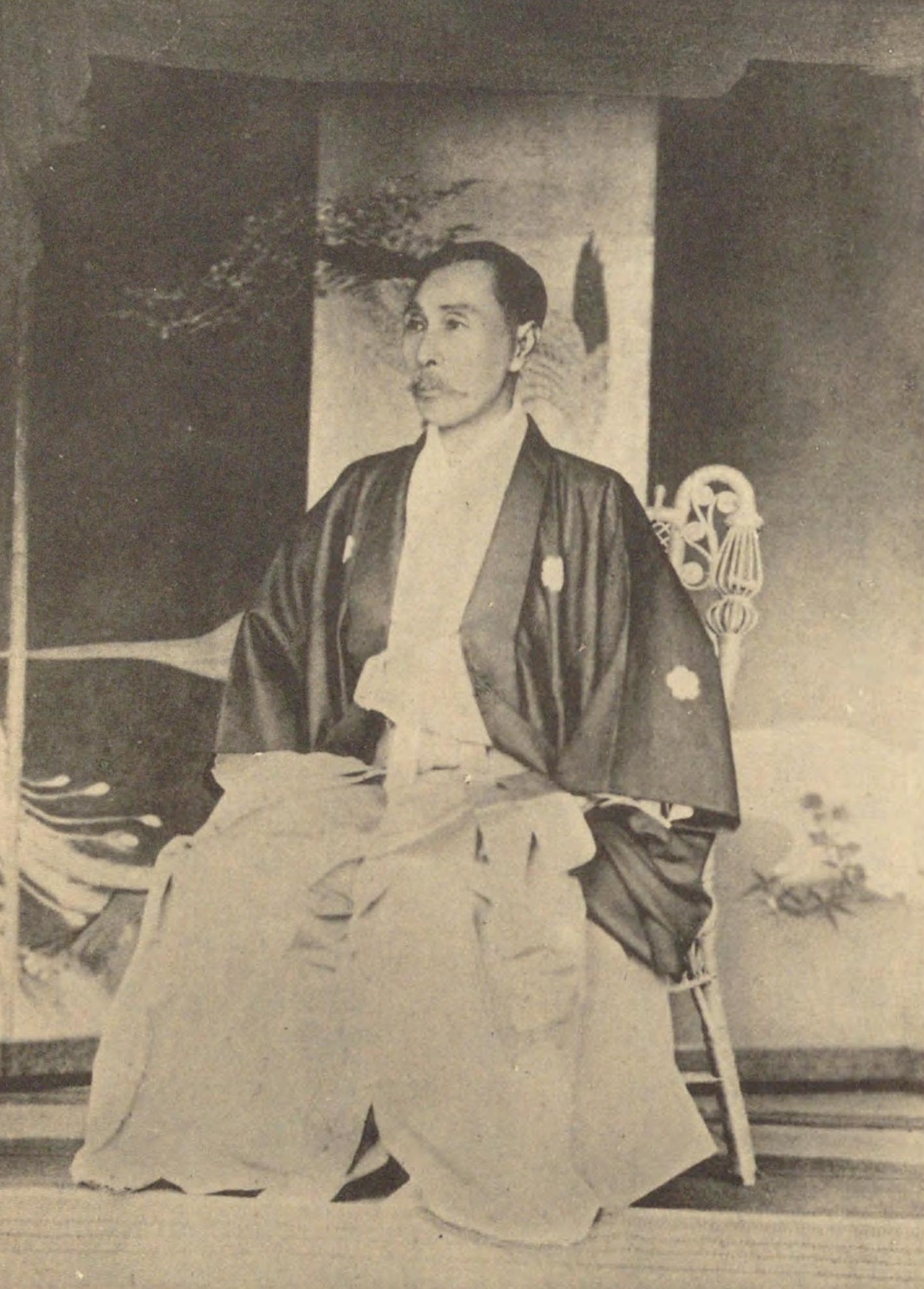
還暦を迎えた時の山縣有朋（1898年6月14日、椿山荘）

しかし憲政党は旧進歩党系と旧自由党系の内訌が激しく、山縣系官僚は桂・伊東巳代治を通して旧自由党の星亨と密かに接触しており、山縣もこれを黙認していた。また山縣は平田東助に貴族院の反政党派を結集させるよう工作させた。貴族院は明治24年から近衛篤麿らが結成した三曜会、四将軍派のうち三浦を除く谷ら3人を中心に結成した懇話会が勢力をもっており、藩閥政府に批判的な勢力が多かった。山縣は、親政府会派結成のため研究会・茶話会にてこ入れし清浦・平田東助を送り込んで増員を企てた。明治30年（1897年）の議員互選で研究会が三曜会・懇話会に勝利しており、山縣閥の貴族院掌握は困難もなく過半数を掌握するに至ったが、10月末に大隈内閣は内紛であっけなく崩壊した。
11月には無所属団（第一次無所属）が誕生し、茶話会・無所属団などほかの会派を取り込んで明治32年12月に幸倶楽部派を結成した。研究会と幸倶楽部派の連携で山縣閥の貴族院支配は確固たるものとなり、三曜会・懇話会は互選敗北以後没落していった。
軍でも山縣閥形成が進み、山縣は終生現役の元帥として、また山縣閥の総帥として、陸軍の重要人事に関与する慣例的権限を保持するようになった。山縣直系の桂・児玉や寺内正毅が陸相を歴任していった。一方で薩摩閥の領袖大山は老いて病気がちであり、川上操六参謀総長も病がちで明治31年ごろからはほとんど職務を桂に任せる有様であった。明治32年に川上が没した後は大山が再び参謀総長となったが、陸軍における山縣閥の優位は完全に確立された。また大隈内閣による官界の猟官活動は官僚・藩閥の政党への反発を生み、一貫して政党に対抗してきた山縣への支持はいよいよ強くなった。

### 第2次山縣内閣
大隈内閣崩壊時、伊藤は外遊中であったが、黒田・西郷・松方・大山ら4元老は、速やかに山縣を首相にするよう答申を行った。これを受けて明治31年（1898年）11月8日に第2次山縣内閣が発足した。閣僚には政党員は一人もおらず、松方・西郷の元老、山縣閥官僚と藩閥官僚からなる超然内閣となった。山縣内閣の課題は軍拡と地租増徴であったが、これには衆議院を抑える必要があり、政党との連携は不可避であった。山縣はかつての憲政党から分裂した旧自由党系の憲政党を取り込むこととし、11月30日に内閣と憲政党の提携が宣言された。
12月20日には5年間の限定実施ながら地租増徴法案（2.5パーセント→3.3パーセント）を含んだ予算案が憲政党の賛成で衆議院を通過、貴族院も27日に通過、成立した。見返りとして憲政党の要求のひとつである府県郡制の改革も行い、明治32年（1899年）3月16日に施行した。これは府県会・郡会の複選制を制限付きながらも直接選挙に変更した上に、郡会定数のうち三分の一を大地主が占める制度を廃止するものであり、憲政党が地方議会に入れる余地を作った。これは地方の名士を政治に加え、地方自治を促すかつての山縣の考えを放棄するやり方だったが、軍拡に必要な財源確保のため憲政党を味方につけ、地租増徴法案を通す方を優先した。一方、猟官を警戒し官選の知事・郡長の権力を拡大し地方支配を強化したが、これも地方自治の後退につながった。
同年2月に衆議院議員選挙法改正案を衆議院へ提出した。山縣自身は選挙権の急激な拡大につながるこの法案を通すつもりはなく、貴族院で修正されるか、審議未了で廃案になることを望んでいたとみられる。山縣の思惑通り貴族院においては山縣直系の船越衛がかなり保守的な修正を提案したが、普段登院しない伊藤の演説によって、政府案に近い線へ微修正された。結果としてこの修正が衆議院に反対され、選挙法改正案は廃案になった。また3月28日には憲政党に相談なく文官任用令を改正し、文官懲戒令、文官分限令を公布し、次官・局長・知事などの勅任官に対しても高等文官試験に合格した者しか任用できないようになり、また罷免も困難となった。これは政党による政治任用が絶たれるものであり、官僚は歓迎した。憲政党にとっては不利な改革であったが、地主らの反対を押し切って地租増徴に賛成した彼らはまだまだ山縣内閣から見返りを受け取る必要があり、しばらく政府との連携は続いた。
外交面では、朝鮮半島への進出を拡大するロシアとの間では次第にきしみが見られつつあり、山縣は次第にロシアに対する不信を持つようになった。明治33年（1900年）6月に清では義和団の乱（北清事変）が発生した。列強の仲間入りを企てる桂陸相の計略で、7月にはイギリスが列強を代表して日本へ派兵要請した。日本は列強で1番多い2万2,000人の軍を出兵し鎮圧に貢献し国際評価を高めた。しかし、鎮圧後に速やかな撤退を求めた伊藤に対し、山縣と青木周蔵外相は応じなかった。北京近くに大兵力を起き、また児玉源太郎台湾総督による厦門への出兵要請にも応じた。さらに事変の収拾を巡って朝鮮に影響力を伸ばそうとしたロシアの要求を拒絶した。山縣が強気となったのは軍拡で陸海軍が飛躍的に強化されたこともあり、青木外相に至っては日露開戦も辞さない姿勢であった。
12月16日、山縣内閣は再度衆議院議員選挙法改正案を提出したが、これは第三次伊藤内閣が提出したものと大きく変わらないものであったが、山縣派の茶話会・幸倶楽部・無所属派が連携したことにより、貴族院では更に保守的なものに修正された。修正された選挙法は、選挙権を得る条件を地租または国税15円以上納税から10円以上に緩和するとともに、選挙区制は小選挙区制から大選挙区制に改め、投票方式は単記無記名制となった。市制を執行している自治体はそれぞれ独立した選挙区とし、都道府県の郡部でそれぞれ1選挙区とした。このため、東京・大阪・名古屋などを除く大部分の都市は人口が少なく、定数1の小選挙区となった。また、記名投票を秘密投票に改め、被選挙権については小学校教員の立候補を禁止したが、納税要件が撤廃された。この改正選挙法は2月23日に衆議院・貴族院で可決された。3月10日 治安警察法を制定し、政治結社・政治集会の届出制および解散権の所持、軍人・警察官・宗教者・教員・女性・未成年者・公権剥奪者の政治運動の禁止、労働組合加盟勧誘の制限・同盟罷業（ストライキ）の禁止などを定めた。政党は取締対象から除外したため憲政党ら既存政党を満足させるものであった。5月19日には陸軍省・海軍省の官制を改正し、軍部大臣は現役の中将以上に限ることとした（軍部大臣現役武官制）。これは強力な政党内閣が出来た際にも、軍の主導権を確保するためのものであった。
山縣内閣は当面の政治課題を片付けたが、明治天皇が後継について松方正義に相談していたこともあり、山縣は辞職を考えるようになった。5月22日、山縣は天皇に辞意を伝え、再三遺留されたが応じなかった。伊藤・松方といった候補者はいずれも辞退し、松方が挙げた桂太郎には天皇が難色を示した。5月31日、天皇は義和団の乱などを理由に留任を求めたが、山縣は1～2ヶ月のみ継続するとして、辞意の撤回には応じなかったが、6月15日には再度留任を求められ、山縣も応じた。伊藤が首相就任を渋ったのは、憲政党や伊藤系官僚が結集した新党・立憲政友会の設立準備中であったためであり、山縣には準備不足のうちに組閣させることで、新党を失敗に追い込もうとする考えがあり、この語も度々伊藤に組閣を依頼している。立憲政友会は9月15日に成立し、これをみた山縣は9月26日に辞表を提出した。伊藤はなおも逡巡していたが、明治天皇や井上馨・松方の説得に抗しきれず、10月6日に首相就任を承諾し、10月19日に山縣内閣は総辞職、第4次伊藤内閣が成立した。

### 桂内閣の後見人
伊藤内閣は渡辺国武大蔵大臣と旧憲政党員の対立が原因で思うように政権運営が行えず、山縣ら元老らも協力する姿勢を示さなかった。また貴族院の山縣閥は内閣と対立、逓信大臣として入閣していた星を疑獄事件関与の疑いで追及し辞職に追い込み、内閣に対しては予算案反対で妨害した。結局伊藤は政権を投げ出すこととなり、山縣は後継の首相に直系である桂太郎が奏薦されるよう慎重に誘導し、6月10日に第1次桂内閣が成立した。桂内閣は山縣系が10人中6人を占める山縣の影響力が強いものとなった。明治34年（1901年）1月30日には山縣らが協力した日英同盟が成立している。また山縣は予算案を巡って桂内閣と対立した伊藤を仲裁したり、大山巌参謀総長の辞任問題などで桂を支援し、内閣を支えている。
明治35年（1902年）ロシアの朝鮮半島への進出が危惧される状況となり、4月11日には山縣の別荘無鄰菴で、伊藤・桂・小村寿太郎外相とともに対応を話し合う無鄰菴会議が行われたが、明確な方針は打ち出せなかった。一方で、桂と山縣は伊藤と政友会を切り離して解体させることを狙い、明治36年（1903年）7月に桂は辞表を提出した。桂は辞任撤回の条件として伊藤の枢密院議長就任を天皇に承諾させた。このため、伊藤は枢密院議長に就任し、政友会総裁を辞任せざるを得なったが、後任の総裁西園寺公望と幹部の原敬が政友会の動揺を防いだため、桂と山縣らの目論見は外れた。その中でも続いていたロシアと日本の交渉はこじれつつあり、政府内や世論でも日露開戦を唱える動きが強まりつつあった。12月16日の会議では桂・小村らがロシア側に再考を求めた後に満韓交換論で最後の交渉を求めるとしたのに対し、山縣はまず満韓交換論を交渉し、ロシア側が拒否すれば開戦するべきであると主張した。従来、山縣は陸軍内では日露開戦慎重派であったが、ここに至って開戦の覚悟を定めた。結局、ロシアは日本側の供給に明確に応じず、明治37年（1904年）2月4日の山縣も参加した御前会議で日露開戦が決定された。

### 日露戦争

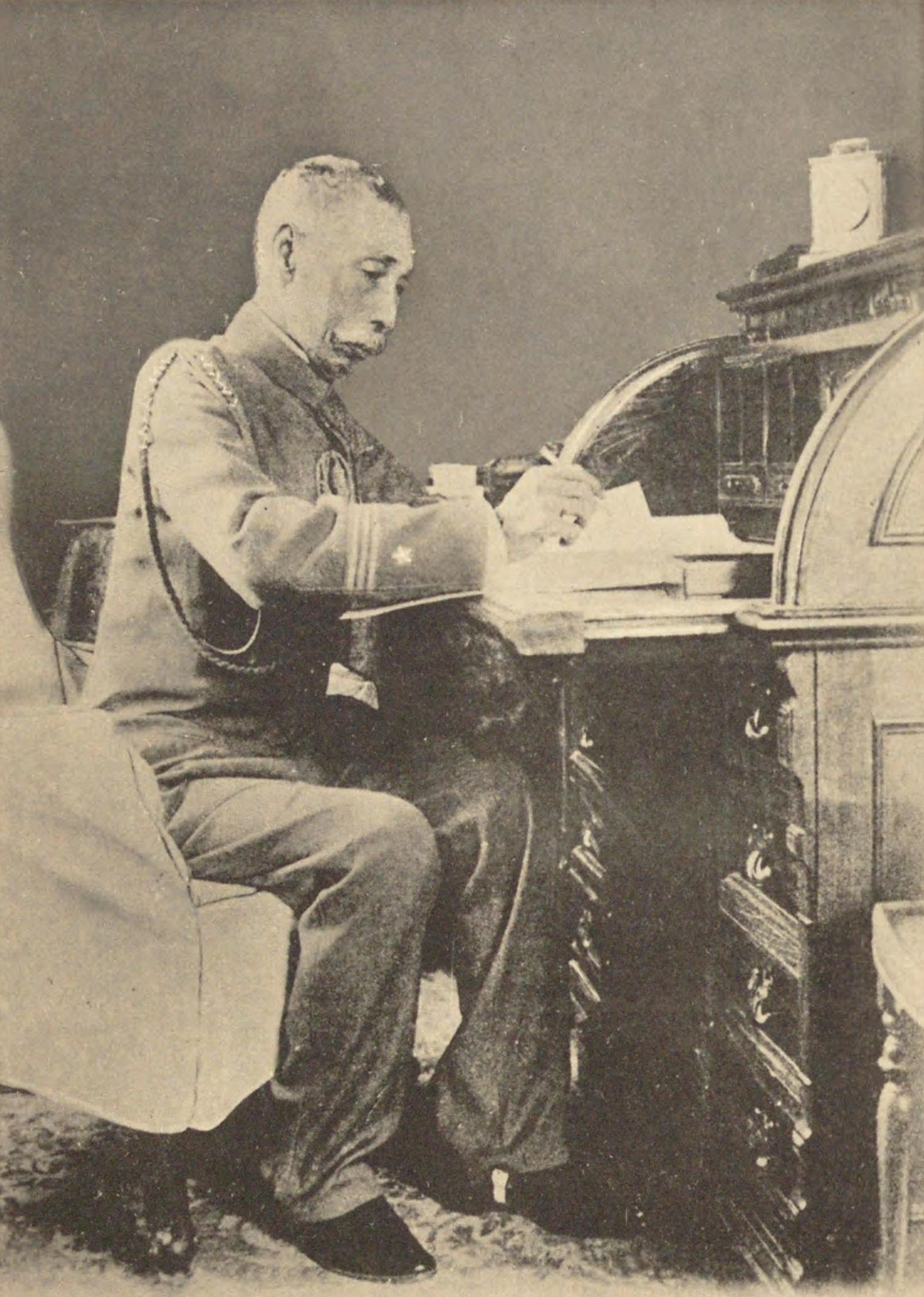
参謀本部で執務中の山縣

3月8日、山縣は大本営のメンバーとなった。このころ児玉源太郎参謀次長が、参謀本部主導で強力な権限を持つ陸軍大総督府を設置する案を提案し、参謀本部（軍令）と陸軍省（軍政）の対立が起こった。山縣は陸軍省側に立ち、海軍の協力も得て作戦指導のみを担当する高等作戦司令部を設置する案を上奏し、天皇はこれを受けて満州軍総司令部設立を裁可した。6月20日に大山が満州軍総司令官となったことで、山縣は陸軍参謀総長兼兵站総監に任じられた。大本営で策定される満州軍総司令部への命令は、事前に山縣と寺内正毅陸軍大臣に内示され、山縣は戦争指導の中枢を務めることとなった。しかし旅順攻囲戦においては203高地の奪取を優先させるべきとする山縣らと、旅順要塞の奪取を優先させようとする満州軍総司令部の対立が発生した。山縣は御前会議の決定を通じて満州軍総司令部に方針転換を促したが、満州軍が二〇三高地奪取に転じるのは第三回総攻撃が失敗した後のことであった。旅順要塞の陥落と日本海海戦の勝利により戦争の大勢は日本優勢で決したが、一方で12月5日に桂首相は政友会の原敬と、議会での協力の代わりに戦後に政権を譲るという密約を結んでいる。しかしこれは山縣に無断で行われたものであり、山縣系の閣僚である清浦奎吾農商務大臣や寺内陸軍大臣にも伝えられていなかった。

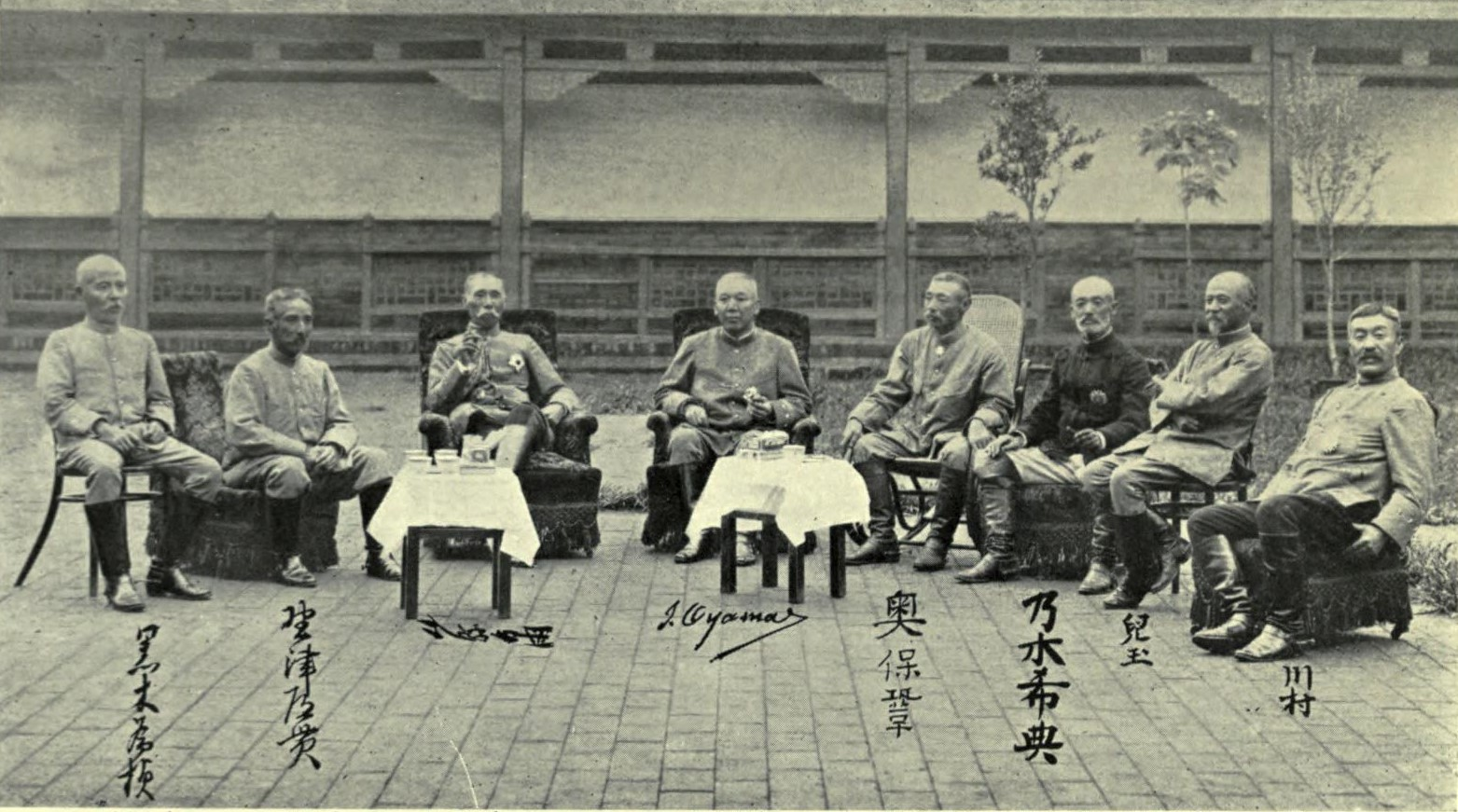
日露戦争における二元帥六大将
（左から3人目が山縣有朋）

明治38年（1905年）3月30日には、参謀本部の意向を受け、ウラジオストク、樺太などの占領を含めた積極的作戦方針を上奏するが、これは閣議において否決されている。7月ごろには満州で巡視を行った。ポーツマス会議が行われた8月ごろには体調を崩し、椿山荘で療養に努めた。秋ごろには伊藤から桂内閣と政友会の密約を知ることになった。しかも桂が自ら弁明せず、平田東助前農商務相を通じて弁明したことで山縣の怒りは頂点に達した。驚いた桂は11月中旬に自ら山縣の元を訪れて弁明し、山縣も政友会にではなく「侯爵西園寺公望」に政権を譲るということで了解した。12月20日には参謀総長兼兵站総監を辞任している。明治39年（1906年）1月7日、第1次西園寺内閣が成立した。4月1日には恩賞として菊花章頸飾、功一級金鵄勲章を授与され、翌明治40年（1907年）9月21日には伊藤・大山とともに公爵に叙され、臣下として最高の名誉を与えられた。

### 帝国国防方針案
1906年10月、元老として「帝国国防方針案」を明治天皇に上奏した。日露戦争後の日本の国防構想を、側近の田中義一歩兵少佐に起草させたもので、天皇は参謀本部と海軍軍令部に検討するよう求めた。山縣の案は軍事官僚組織の検討により公的性格を帯びることとなった。両部は検討の後に上奏、さらに天皇は、自らの最高軍事顧問組織である元帥府に検討を求めた。1907年4月19日、元帥府会議は、下げ渡された「日本帝国ノ国防方針」「国防ニ要スル兵力」「帝国軍ノ用兵綱領」のすべてを「至当ノ策」と認定し、上奏した。ここに、統帥の最高責任者である天皇が承認した軍事方針が確定する。

### 桂との確執

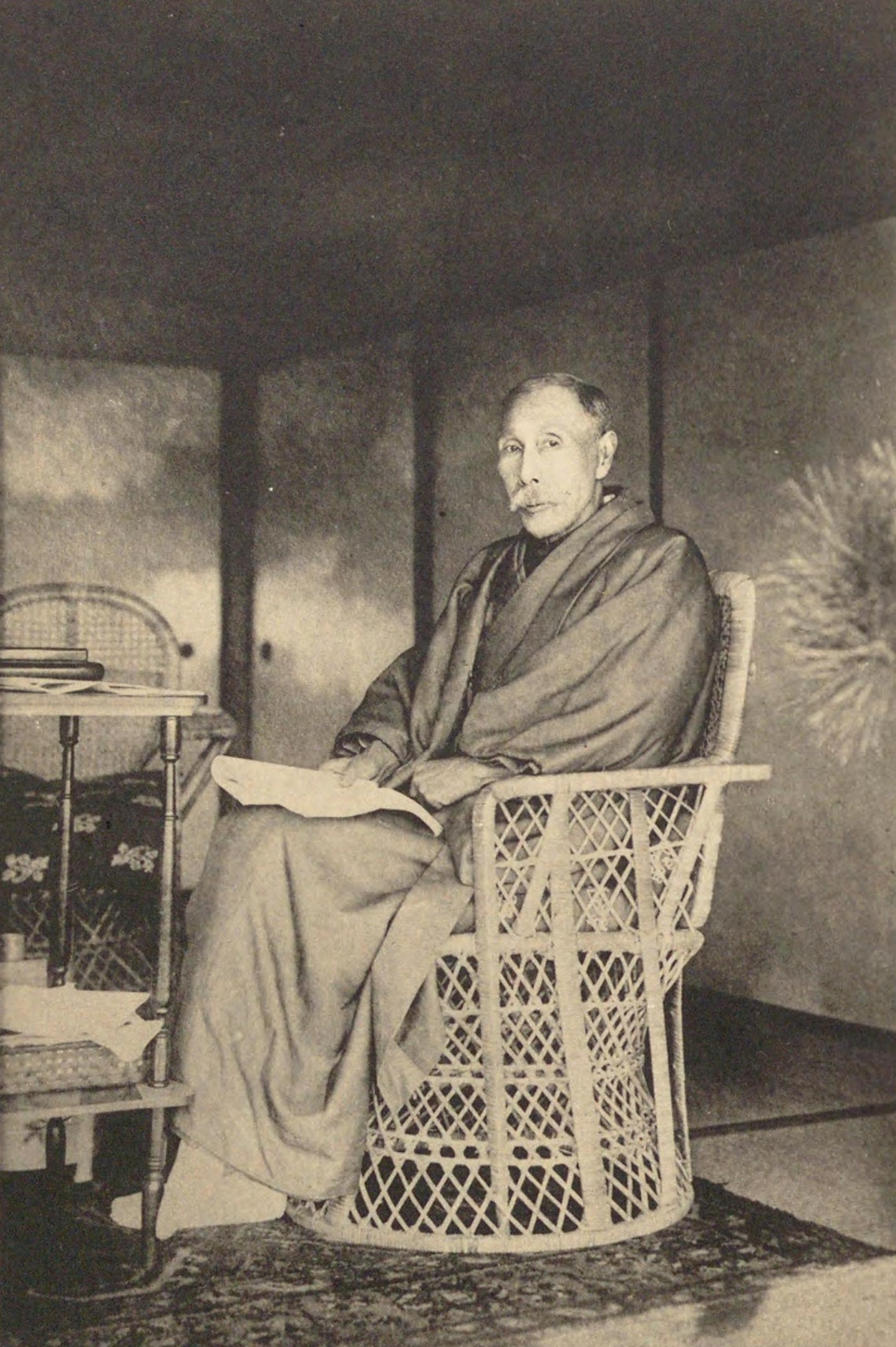
古稀庵の山縣（1908年）

山縣は次第に桂に対する不信を強め、寺内正毅を重用するようになった。また元老として政治的問題には強い影響力を持ち続けた。外交問題などでは自分の意見に固執することはなかったが、軍縮や公式令による軍令における首相権限の強化など、陸軍の権限が抑制される事態には徹底的に対抗している。明治40年（1907年）7月のハーグ密使事件の際には、大韓帝国皇帝高宗が天皇に譲位するべきであると論じているが、対応は韓国統監である伊藤に任せている。明治41年（1908年）5月には第10回衆議院議員総選挙で政友会が過半数を得たこともあり、山縣は西園寺内閣を倒すこととした。山縣は西園寺内閣の社会党取締が不十分であると上奏し、井上馨らにも働きかけを強めた。内務大臣であった原敬は「種々の奸計」「陰険手段」と評している。体調を崩していた西園寺首相は辞任を決意し、後継に桂を推薦した。
第2次桂内閣の成立にあたっては、山縣は早いうちから寺内陸相の留任を求め、内閣の目付役としようとしていた。また桂内閣が軍縮に走るのではないかと警戒していた。実際、財政上の困難から桂内閣は山縣の提案した陸軍二個師団増設を先送りする決定を行っている。しかし寺内も桂に同調することがしばしばあり、弱気になった山縣は、陸軍の後輩らが次々と没したことを受け、「明日は我が身か」というコメントを残している。明治42年（1909年）には日韓併合が既定路線となり、伊藤が韓国統監を辞任して枢密院議長に就任する運びとなったが、山縣は議長を辞任して、平の枢密顧問官に就任している。しかし10月26日には伊藤が暗殺され、山縣は哀悼の歌を詠んでいる。明治44年（1911年）8月30日には桂がふたたび西園寺に政権を譲り、第2次西園寺内閣が成立した。この時期の桂・西園寺間の政権受け渡しに関して山縣ら元老は介入できず、事後承諾を求められるにすぎなかった。桂はこのころ徳大寺実則内大臣に対し、「元老は老衰した」と述べ、後継の元老となる意志を見せていた。

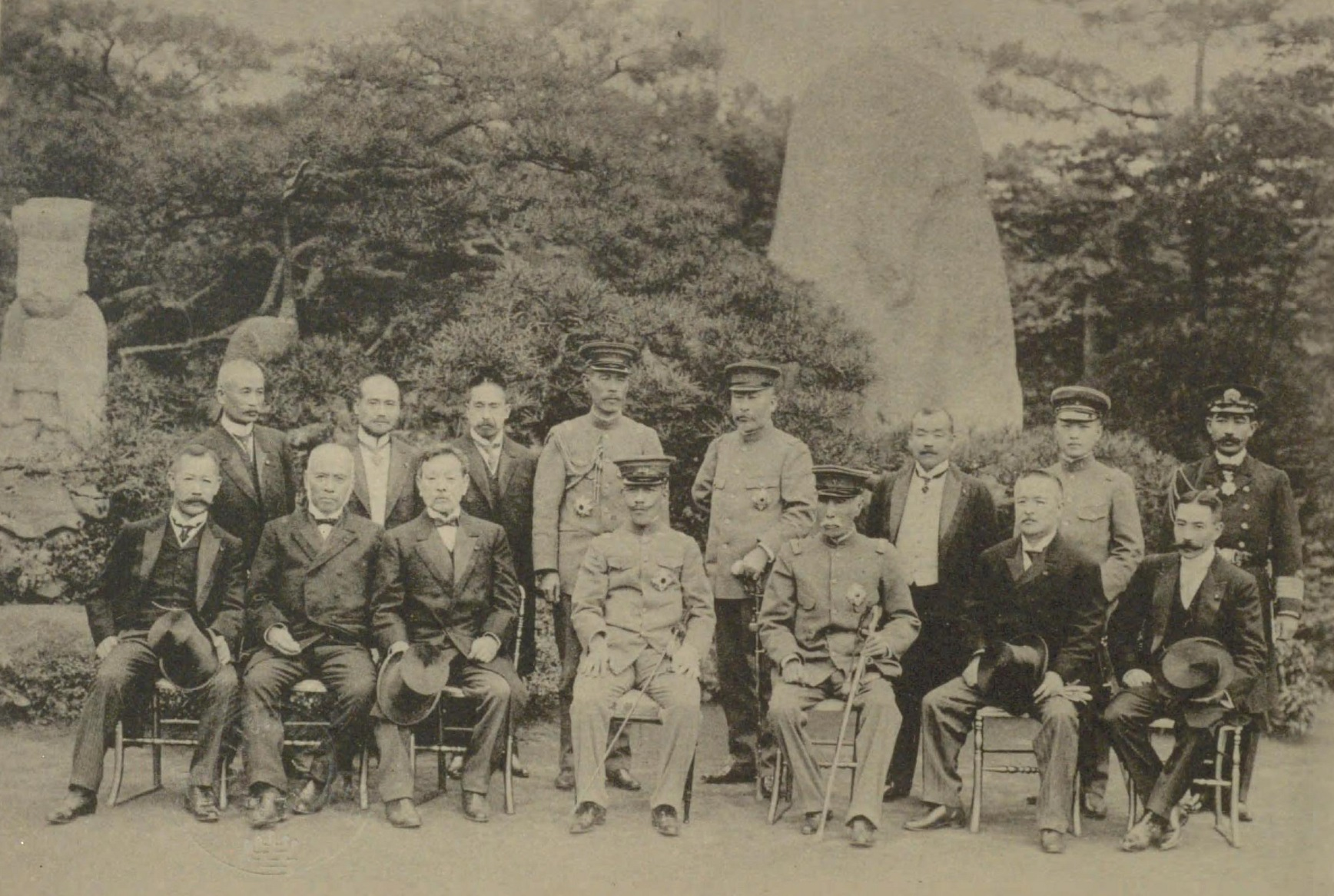
内田山の井上馨邸を訪れた皇太子嘉仁親王（後の大正天皇、前列中央）と随員の記念写真。前列右から2人目が桂太郎、3人目が山縣有朋（1910年5月1日）

明治45年（1912年）2月11日には辛亥革命が発生し、清が倒れ、中華民国が成立した。これを警戒した山縣はロシアと協議して満州に1～2個師団を派遣するべきであると提言しているが、西園寺内閣や陸軍にも支持者は現れなかった。しかしその後の混乱により、山縣と陸軍は軍拡張、特に第2次桂内閣時に先送りされた二個師団増設が切実な問題として認識するようになった。7月30日、明治天皇が崩御した。明治天皇は病床で皇太子嘉仁親王（大正天皇）に対して「桂に大事を託せ」と言い残しており、その言葉を山縣も聞いていた。山縣は天皇崩御に動揺する桂が体制を整える前に、他の元老の同意を取り付け、桂を内大臣兼侍従長として宮中入りさせ、政治生命を事実上断とうとした。

### 大正政変
しかし桂は政権復帰を諦めておらず、上原勇作陸軍大臣を煽って二個師団増設を強く働きかけさせた。これによって二個師団増設を拒否された上原陸軍大臣は辞任し、後継の陸軍大臣を得られなくなった西園寺内閣は12月21日に総辞職した。山縣ら元老会議は後継者の選出に苦しみ、結局自ら手を挙げた桂を選ぶ他なかった。しかしこの政変は世間に「山縣を中心とする長州閥が政友会内閣を倒した」と捉えられ、憲政擁護運動が勃発し、対応できなくなった第3次桂内閣は大正2年（1913年）2月11日に総辞職した。山縣ら元老会議は西園寺に首相就任を依頼したが断られ、西園寺の提案する山本権兵衛海軍大将を奏薦することとなった。
第1次山本内閣は陸海軍大臣の現役武官制を、予備役も対象など緩和するなど、陸軍の権力を弱める動きを強めたが、山縣は抵抗する動きを見せなかった。11月10日に山縣は病気を理由に枢密院議長を辞任する意向を見せた。しかし山縣に匹敵する格を持つ元老はいずれも健康上の理由などから受けるとは思われず、山本首相は山縣を留任させるよう働きかけた。12月2日には山縣に留任を命じる天皇からの言葉が伝えられ、山縣は枢密院の会議に出席せずとも、副議長を通じて影響力を行使することができるようになった。大正3年（1914年）1月23日にシーメンス事件が発覚すると貴族院の山縣閥は海軍予算の否決に動き、進退窮まった山本内閣は3月24日に総辞職した。3月26日から行われた元老会議は山縣主導のもとで行われた。松方の推した徳川家達貴族院議長が拝辞した後、松方は山縣直系である清浦奎吾を推薦した。山縣もこれに同意したが、清浦は海軍の協力が得られず組閣を断念した（鰻香内閣）。4月9日には大正天皇から山縣自ら組閣するよう求められたが、山縣は拒否し、元老以外から首相選定の意見を聞かないよう釘を差している。4月10日には大隈重信と加藤高明を提案し、井上馨・大山・松方も賛成した。4月16日、ようやく第2次大隈内閣が成立した。

### 大隈内閣と第一次世界大戦
山縣が大隈内閣に期待したことは、勢力を拡大した「政友会退治」と二個師団増設であった。しかし加藤外相は元老を無視した行動を取ることが多く、8月の第一次世界大戦参戦については元老に相談する前に閣議決定を行い、山縣を激怒させている。山縣は、軍事専門家としての見地から対外協調の重要性を認識しており、第一次世界大戦勃発間もないころには大隈首相らに「黄色人種に対して白色人種が同盟を組んで対抗してくるような事態を防ぐため、何か手段を講じることは非常に大切である」とした意見書を提出している。山縣は対抗する手段として日英同盟の他、日中関係や日露・日仏関係の改善を唱えている。大正4年（1915年）3月25日、大隈内閣は第12回衆議院議員総選挙で圧勝し、山縣の悲願であった政友会打倒と二個師団増設を達成した。5月の対華21ヶ条要求の際には加藤外相に報告を求め、「必ず英・米・露と意思の疎通を計って」行うよう求めたが、加藤外相はほとんど元老にも列強にも相談せずに要求内容を決定し、原案すら元老に示さないまま中華民国側に提示した。この加藤の行動を山縣は批判している。また山縣閥出身でありながら大隈首相に接近し、加藤外相の外交路線に追随した岡市之助陸相に不快感をいだき、大島健一陸軍次官を引き立てて岡陸相の勢力を削いでいる。大隈首相は自らの後継を加藤高明と考えており、山縣は次の内閣を寺内正毅にしようと考えていた。両者の間で暗闘が続けられたが、結局9月30日の元老会議で単独の寺内内閣が成立する運びとなった。
しかし寺内は超然内閣を構想しており、立憲同志会の支持をとりつけようとする山縣と対立した。大正5年（1916年）12月、山縣が形式的に枢密院議長の辞意を天皇に奏上したが、病状が悪化していた大正天皇はこれを認めたうえに「いつ辞表を出すのか」と尋ねるまでになった。その後も大正天皇は同様の言動を繰り返し、大正6年（1917年）4月14日にはついに山縣は枢密院議長の辞表を提出したが、5月2日には寺内首相の取りなしで山縣には留任の勅語が下り、ようやく事態は収拾された。6月には椿山荘で80歳の祝賀会が盛大に催され、山縣はその時の様子を「しる人もまれになるまで老いぬるを　若きにまじるけふの楽しさ」と詠みあげている。
同年ロシア革命によりロシアにボリシェヴィキ政権が樹立されると、国内外からシベリア出兵が唱えられたが、これに対して山縣はアメリカの協調出兵提議をとりつけるまでは慎重論を崩さなかった。ウィルソン主義に対しては「アメリカも、帝国主義のもと併合を行ってきたではないか」と懐疑的ではあったものの、第一次世界大戦を通して大国となるであろうアメリカから疑念を持たれるような政策をとってはならないというのが山縣の持論であった。
このころまでに日本は著しい経済成長を遂げており、国内総生産は明治18年から大正9年（1920年）までに3倍に成長し、大戦景気に沸いた第一次世界大戦後には債務国から債権国へ、輸入超過国から輸出超過国へと転換した。さらに戦勝国として南洋諸島のドイツ権益を引き継ぐなど日本の国際的地位も上昇した。

### 宮中某重大事件

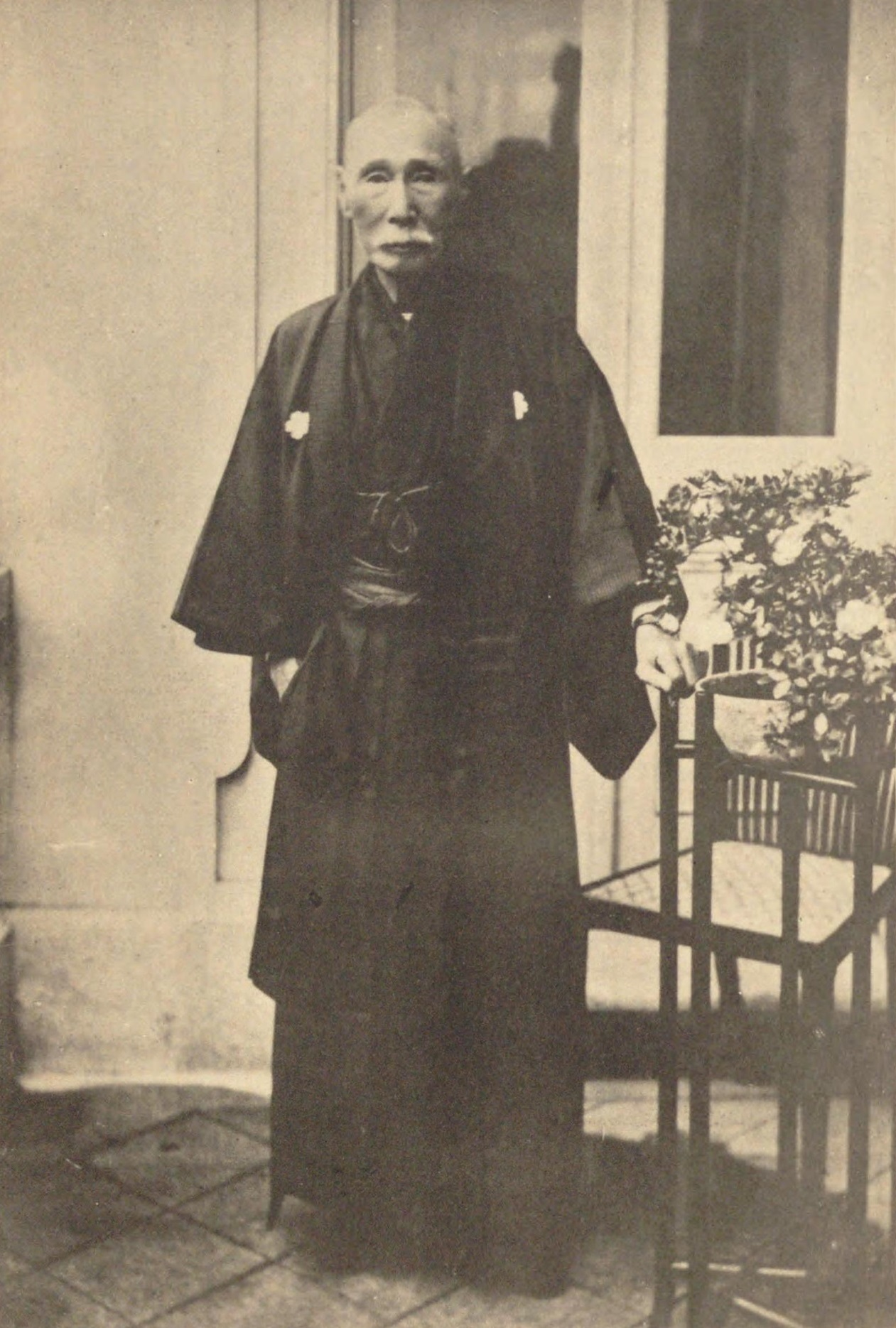
最晩年の山縣有朋（1921年6月14日、新椿山荘）

大正7年（1918年）9月、米騒動に対処できなくなった寺内首相は辞任し、山縣は西園寺を首相に推薦した。しかし西園寺も拝辞し、政友会総裁となっていた原敬を推薦した。山縣も、これを承認せざるを得ず原内閣が成立した。原内閣成立後は次第に原を評価していくようになる。大正8年（1919年）1月から2月にかけてはスペインかぜに罹患し、死の淵をさまよったが回復している。大正9年（1920年）1月には東京市電争議や八幡製鉄所争議を解決した手腕をみて「どうも原は偉い」と評価している。
大正9年夏ごろ、皇太子妃に内定していた久邇宮良子女王（のちの香淳皇后）に色覚異常の遺伝があるのではないかという情報が山縣のもとに伝わった。当時軍人は色覚異常は不適格であるとされており、軍務を務めることが前提となっている皇族に色覚異常が伝わることを山縣は懸念した。6月18日、波多野敬直宮内大臣を辞任させ、山縣系の中村雄次郎が宮内大臣となった。10月、山縣と元老、中村宮相は医師団の報告を受けて対策を検討し、伏見宮貞愛親王を通じて良子女王の父久邇宮邦彦王に婚約を辞退するよう「考慮」を願うよう伝えた。しかし久邇宮は一旦決定したことは軽々しく変更するべきではないと反対し、杉浦重剛らを動員して婚約変更反対の運動を開始した。問題が大きくなったため、山縣は小田原から出て東京に滞在し、12月14日には枢密院議長の辞表を提出して一歩も引かない姿勢を示した。しかし久邇宮と杉浦らの反対運動は一層強固となった。山縣は12月30日に婚約の調査が不十分であったとする待罪書を提出し、小田原に戻って謹慎した。大正10年（1921年）には一部の代議士が動くようなり、政治問題化の様相を示した。山縣はなおも婚約辞退にむけて動きを続けたが、山縣閥の有力者清浦奎吾枢密院副議長も久邇宮側に配慮する姿勢を見せ、原首相や元老たちも問題から距離を置くようになっていった。さらに山縣が皇太子裕仁親王の訪欧を推し進めたとして国粋主義者の反発を受けるようになっており、暴動も懸念される情勢となった。2月9日、中村宮相が婚約辞退は不可能であると進言し、山縣も反論しなかった。2月18日、内大臣であった松方が山縣に無断で辞表を提出した。山縣も追随せざるを得ず、2月21日に全官職の辞職と栄典の辞退を申し出る書面を奉呈した。しかし大正天皇の病状が進行したため摂政設置問題が喫緊の課題となっており、原首相の主導で5月18日に山縣と松方の辞表は却下された。山縣は原をさらに信頼するようになり、摂政設置や陸相の人事問題など、従来山縣主導で行われていたことが原の主導で進んでいくことを容認した。しかしこの騒動で急速に老け込んだ山縣は、毎年の恒例としていた京都滞在も行えないようになった。

### 薨去と葬儀
11月4日、原敬暗殺事件が発生した。山縣も、「政友会の俗論党及び泥棒めらに殺されたのだ」「頗る残念だ」と、原の死に涙を流している。また山縣は11月3日から熱を出しており、次第に衰弱していった。山縣は西園寺に首相就任を打診したが断られ、西園寺と松方の談合により高橋是清による政友会内閣が成立することとなった。これを追認した山縣は「又泥棒共の延長か」と吐き捨てている。
山縣は一時的には回復したものの、その後病状は悪化し大正11年（1922年）2月1日13時30分、肺炎と気管支拡大症のため小田原の別邸・古稀庵において薨去した。享年85（満83歳没）。山県は薨去に伴い、従一位を贈られた。
同年2月9日に日比谷公園で山縣の国葬が営まれたが、当日は雨であり1か月前に病没した大隈の「国民葬」には、多数の民衆が集まったのと比較すると閑散としたものだったといわれる。
当時の大阪朝日新聞は、その様子を以下のように伝えている。
東京日日新聞は、山縣の国葬を「国葬らしい気分は少しもせず、まったく官葬か軍葬の観がある。同じ場所で行われた“不老長寿”のような大隈侯の華々しく盛んであった国民葬を想い、“寒鴉枯木”のような寂しい“民ぬき”の国葬を眺めて、何と云っていいか判らぬ気持ちになった」「大隈候は国民葬。きのうふは〈民〉抜きの〈国葬〉で幄舎の中はガランドウの寂しさ」と報じた。戒名は報国院釈高照含雪大居士。護国寺の墓碑には「枢密院議長元帥陸軍大将従一位大勲位功一級公爵」と刻まれている。
山縣の薨去とともに、薩長による寡頭的な藩閥支配はほぼ終焉した。元老は軍に対して強い影響力を持たない松方正義（松方も約2年半後に病没している）と西園寺公望のみとなり、政府と軍を調停する機能を大きく失ってしまったのである。

## 人物

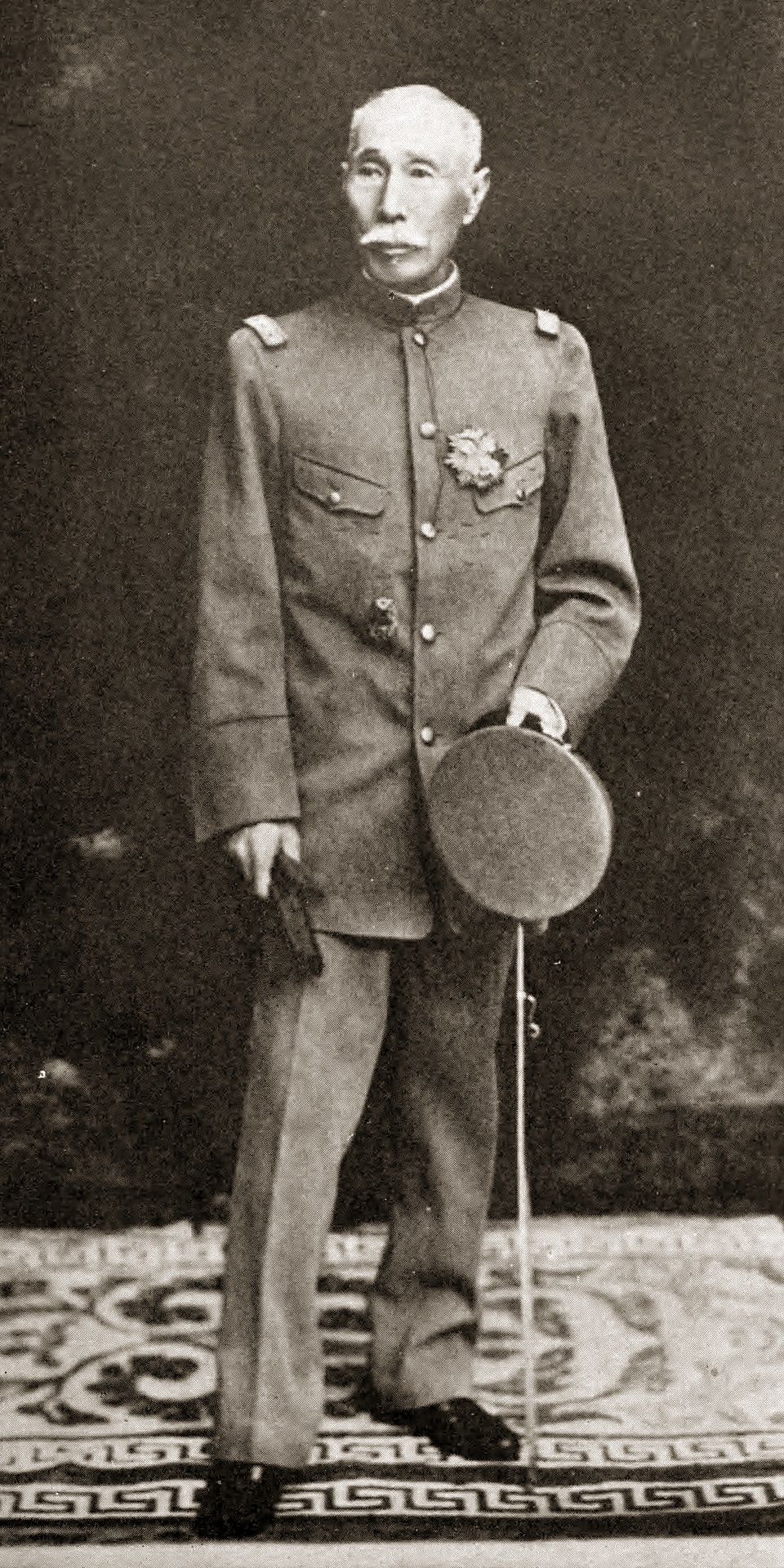
山縣有朋の全身像

### 人物像
外見は痩せた長身（五尺六寸五分＝171.2センチメートル。当時としては長身）であり、上前歯がわずかに突出していた。部下たちは密かに「反歯伯」と呼んでおり、井上馨の見合いの際には大隈重信の家の廊下で花嫁候補とぶつかり前歯でけがをさせたと言われる。
早くから長州奇兵隊や新政府軍の中枢を任された山縣は軍政家であり、兵を率いて前線に立ち軍功を上げるということはそれほど多くはなかったが、日清戦争で元首相でありながら第一線に立ったほか、日露戦争でも満洲軍総司令官就任を希望しているなど、軍人であることを意識しており「一介の武弁」を口癖としていた。

### 政治思想
山縣は議会・政党に不信感を持っており、民主主義思想や普通選挙の拡大についても警戒していた。一方で星亨や原敬など、政党政治家でも妥協できる相手ならば連携をすることが出来た。第一次世界大戦後には普通選挙もやむなしと考えるようになり、1919年秋ごろには10年以内に普通選挙を国政にまで広げるべきとする田健治郎の案に同意している。

### 風雅の道と普請道楽
趣味は和歌を詠むことであり、生涯に数万首の和歌を読んでいる。また漢詩、仕舞、書を好んだ。石上神宮の楼門に掲げられる「萬古猶新」の木額も山縣の揮毫による。茶人として、また普請道楽、造園好きとしても知られる。
東京の椿山荘、京都の無鄰菴、小田原の古稀庵庭園は、山縣が自ら想を練り岩本勝五郎や近代庭園の先覚者として知られる7代目小川治兵衛に築かせたものである。これらは山縣の好みに従った自然を活かした構成であり、伝統的な日本庭園とは一線を画す近代主義的・自然主義的日本庭園とも言えるものでで（#邸宅・記念館も参照）、「明治期の新庭園が打ち出した特色は、山縣有朋の造園感覚そのものである」とまで言われており、携わった小川治兵衛自身の造園手法にも影響を与えたとされる。御所の庭園を除けば無鄰菴は京都随一のものと密かに信じている旨を明治天皇に奏上し、松の若木を下賜されている。山縣はこれを記念して「御賜稚松乃記」の碑を建立している。明治34年にその松が成長した姿を写した写真を天皇に奉じて「おくりにし若木のまつのしげりあひて老の千とせの友とならむ」との御製を下賜され、「おひしげれ松よ小松よ大君のめぐみの露のかかるいほりに」「みめぐみの深きみどりの松かげに老もわすれて千代やへなまし」と返歌を詠じている。
- 松井広吉 「和歌漢詩ともに妙で、前者には通泰博士を師として名作も多いといわれる。書も骨立ながら気品犯しがたいものがある。武骨人のようだが、謡曲や仕舞以外に、清元の咽は勿論、その方の鑑識も高いという。公を一介の武弁謹直人に止まるとするのは、全くその韻趣を解せぬ垣のぞきといわざるを得ぬ」[310]

山縣三名園
- 椿山荘庭園 - 1万8,000坪。富士山、筑波山、房総の山々を見渡す広大な庭。
- 無鄰菴庭園 - 3,100平方メートル（約940坪）
- 古希庵庭園 - 1万坪

### 私生活
青年期にリウマチを患い、30代から歯痛に悩まされ、その後の日清戦争でも戦地で胃腸の痛みに苦しむなど、度々病気に苦しんだ山縣は健康に気を使っていた。生活は規則正しく、質素倹約なものであった。午前6時の起床後はタオルで体を拭き、食後には槍を振るった。若いころは日本酒を好み大酒飲みであったが、60歳を過ぎたころから飲酒は夕食に葡萄酒3杯を摂る程度にとどめていた。松本順が提唱した『海水浴健康法』を取り入れ、小淘庵ではたらいに塩の湯を張って腰まで浸かり頭から毛布をかぶって汗をかくことで実践した。
衆議院議員を長く勤めた関直彦は山縣の食生活について「山県公は平素の食膳には必ず紫蘇の実の佃煮あり、温き飯に振り掛けて食せらるるを好まる」と述べている。

### 逸話
ドイツ帝国宰相ビスマルクと参謀総長大モルトケを深く尊敬していた。椿山荘の居室の暖炉の上には、ビスマルクとモルトケの銅像を飾っていたという。
明治30年代（1897年 - 1906年）には社会主義が勃興しつつあり、「社会」という言葉に対してさえも政府が敏感であったころの話である。第2次山縣内閣のとき、ある政府の役人が、日本の大学に社会学のようなものを置いてはいけないと言った。すると山縣は、一体どこで誰が社会学をやっているのかと問うた。それに対して、それは東京の文科大学で、建部という教授（建部遯吾）が担当してやっていると答えると、山縣は「建部がやっているのか。それならいいじゃないか」と言ったため、その結果、この時期の日本の最高学府において社会学が潰されてしまう危機を脱することができた。

## 人間関係

### 山縣閥・山縣系
山縣はこれと見込んだ軍人や官僚を要職に就けて見捨てることがなく、これが自然と「山縣系」ともいえる人脈を形成した。山縣は藩閥によって政治が行われることがないように心を砕いており、元幕臣である西周は軍人勅諭を出す際に、山縣が一番頼りにした人物である。また第二次山縣内閣期には原敬や加藤高明についても抜擢をしようとしたが、これは本人たちが断っている。
派閥の形成は、山縣を深く知らぬ人物からは、元長州藩出身の人材ばかりを要職に就かせる手法にも映り、長閥として嫌う者も多かった。しかし、熊本県出身の清浦奎吾・山形県出身の平田東助・兵庫県出身の田健治郎など藩閥外の人物も多く抜擢している。十四年間秘書官として仕えた入江貫一は、はじめは容易に人を信用しないが、「一度信用されると思ひきつた信用をなさる性格」であると評しており、平井政遒も同意している。しかしこれらの山縣閥の中にも、鳥尾小弥太や桂太郎のように、後年になって山縣の敵対者となるものもいた。
尾崎行雄は山縣が門下の人々に情が厚く、また裏切ったものにも目をかけていたことが山縣派の結束力の高さに結びついたとしている。望月小太郎は山縣の世話でイギリス留学を行い、後に政党政治家となって尾崎とともに山縣と対立した人物であるが、山縣は終始好意を向けており、晩年には親密になったという。

### 伊藤博文との関係

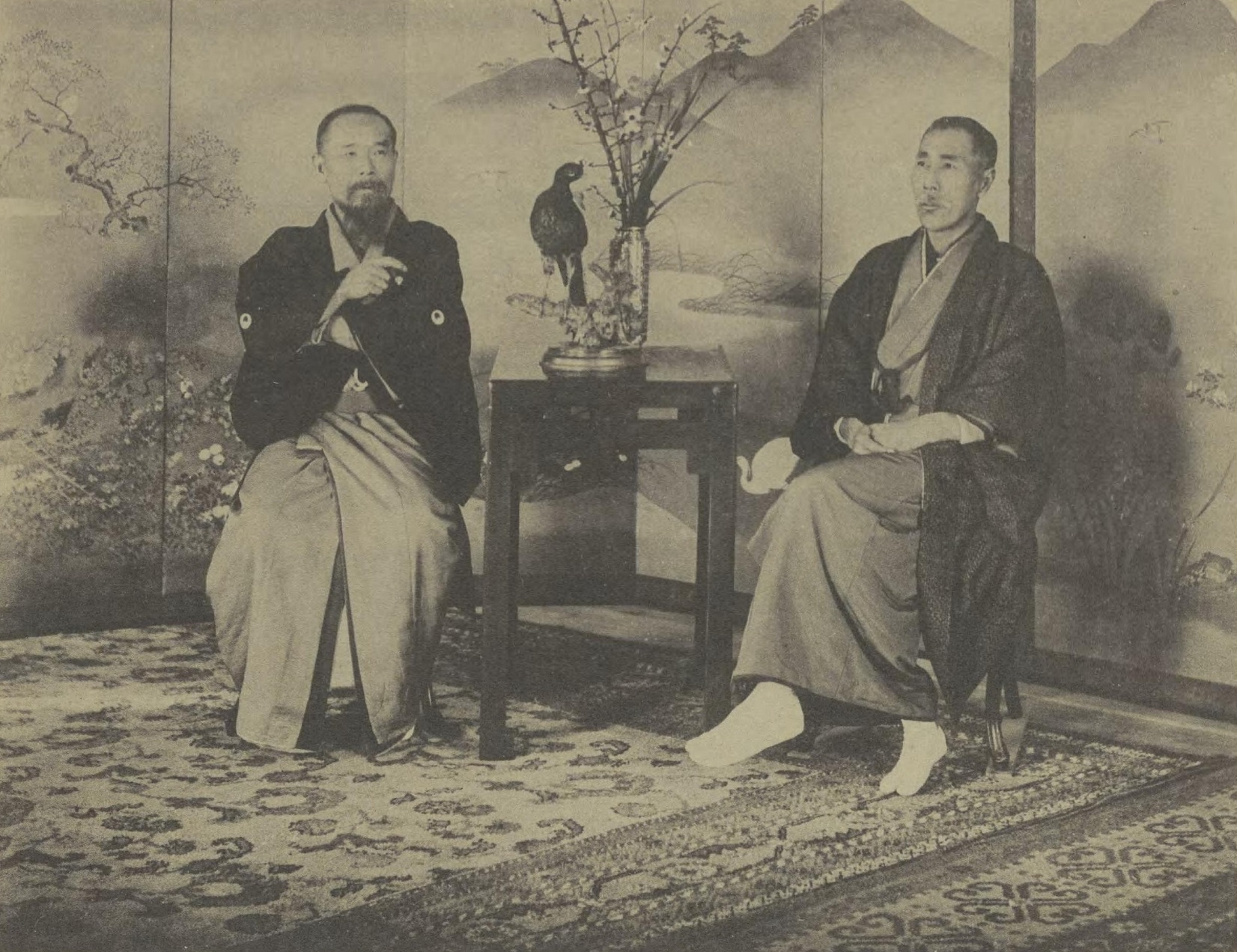
伊藤博文（左）と会合中の山縣有朋（1896年1月、小田原滄浪閣にて）

山縣と伊藤の関係は松下村塾以来50年にわたるものであった。明治政府内でも当初は協調関係にあったが、政党政治を巡った考え方の違いで政敵となり、山縣は伊藤の進める立憲政友会や日露協商の妨害工作を行っている。一方で日清戦争後、司令官から退いた山縣に対し伊藤は詩を贈り、また山縣も返礼の詩を贈っている。
杉山茂丸によれば、伊藤がハルピンで暗殺された知らせを受けた山縣は、確認のために桂首相の邸宅に自ら向かい、事実だと知ると「暗然として涙を呑んだ」という。また新聞記者の松井広吉は「山縣公にお目にかかった時、公は藤公の訃報を聞いて暗然としながら、伊藤は幸いに死所を得た。私なども畳の上で往生したくはないと心がけておるがと語られた」と回想している。また「かたりあひて尽し丶人は先立ちぬ 今より後の世をいかにせむ」と弔歌を詠んでいる。
後に山縣は伊藤を「考慮万端少しも落ちのない方」であり、「思慮に余って決断が遅い」面はあるものの「全体としては真に国家有用の人物」であると評している。

### 原敬との関係
山縣は古くから原を「屈指の人物」であると評価し、大阪毎日新聞の社長だった時代には主要国の駐在公使に抜擢しようと考えていたこともある。また松本剛吉への談話では、星亨、大浦兼武、田健治郎らと並べて「人格を貴び、やろうとすることはどんなことでもやろうとする人物」と評している。原内閣成立時にも「今度の原の遣口は能く出来た」と上機嫌で語っていたという。
一方の原は『原敬日記』では山縣について「種々の奸計」「陰険手段」を用いる人物と評し、山縣が勲章や栄典を求めるとして「あれは足軽だからだ」と否定的に記述している。一方で山縣の外国への慎重姿勢などを評価して、山縣が生きている限り日米戦争は起こらないと発言していた。
原は山縣の完全排除を望まず、宮中某重大事件で山縣が謹慎していた際にはその復帰を求めている。以降原への信頼を厚くした山縣は「原位の人間は只今では無い」「（辞表が受理されて平民に戻った後は）原と力を合わせて遣りたい」と述べている。
原が暗殺された際には非常に嘆き、「原と云ふ男は実に偉い男であった。ああ云ふ男をむざむざ殺されては日本はたまったものではない」と述べている。その後、病床で原を殺されたときの夢を見て、「何だ。馬鹿。殺して仕舞へ。馬鹿な。馬鹿な。」と叫んでいる。

### 女性関係
当時の権力者の常として妾はいた。友子夫人の没後事実上の夫人となった吉田貞子のほか、山縣の後援で京都に茶屋を経営していた堀貞子がいる。堀によれば、山縣は「色気のないお方」で派手な遊びはせず、お気に入りの女性がいても「アレは美人だなァ」と口に出して言うだけであったという。

## 評価

### 同時代の政党政治家・ジャーナリズムによる評価
山縣は政党政治家・デモクラシーを唱えるジャーナリズムにとって、デモクラシーを妨害する大きな壁、悪役と見られていた。大正時代に活躍したジャーナリスト鵜崎鷺城は、山縣が「狡猾」で「自分の勢力のために系統を広げ」、「陰険執拗」と極めて批判的に見ている。一方で徳富蘇峰は山縣を「穏健な帝国主義者」と評している。

### 軍内部に与えた影響
明治の元勲として陸軍の基礎を作ったことから、軍部への影響力は大きなものがあった。山縣が当時の権力者の地位に上り詰められた背景には、原理原則を保持しつつ妥協も許容する自身のリアリストとしての側面と、人材の発掘と育成の妙があるといえる。
明治40年（1907年）2月1日に伊藤を総裁とする帝室制度調査局が立案した公式令が公布、内容が首相の権限強化による各大臣への統制と知ると、それが軍部にも及ぼすことを恐れた山縣は伊藤と会談、両者の妥協で9月12日に軍令が公布された。これで首相の軍統制が効かなくなり、のちに軍の統帥権独立による暴走につながったが、伊藤と山縣は軍令濫用の危険性を承知しており、伊藤は会談終了後山縣に軍令の使用について警告、山縣も部下に軍令の濫用を戒めたという。

### 同時代人物の評価
- 吉田松陰の文章における山縣の初出は、安政4年（1857年）9月26日付の岸御園宛書簡である。同書簡中、「有朋の如何なる人たるかを知らず」とその人物を岸に照会していることからも、来塾前の山縣が松陰と一面識もなかったことがわかる。松陰は山縣の入塾から1ヶ月後に謹慎の身となっているが、安政6年（1859年）1月27日に入江杉蔵にあてた文書では「群材」の1人として「小助（山縣）の気」を評価している[336][337]。
- 勝海舟 「あれは正直一方の男サ」[338]
- 尾崎行雄
  - 「山県は面倒見が良く、一度世話したものは死ぬまで面倒を見る。結果、山県には私党ができる。一方、伊藤はそのような事はしない。信奉者が増えるだけで是が非でも伊藤の為に働こうとする者はいなかった。しかし伊藤はそれを持って自己の誇りとしていた」[339]
  - 「方今第一流政治家中屈指の人物なるべし。然れども器局広大ならず、智慮深遠ならず、豪勇充足せざるがため、折角の親切もまま良果を得ずして、悪果を生ずるとあり。これ痛嘆大惜すべきなり」[340]
  - 「（伊藤博文、大隈重信、山縣の三人を評して）その人物を素裸にした値打ちから云ったならば山縣公が一番優れてゐたと私には感じられた」[322]
  - 「恐ろしく注意深い人で始終ものを二重にも三重にも考えたので山縣公は一生を通じてあまり大した失策がなく、公自身もそれを誇りとしていたようである」[322]
  - 「典型的な軍人で、必要と思われる以上に『軍人の面目』を重んじた」[322]
- 三浦梧楼
  - 「山縣は世間から極めて謹直の人のように見られておるが、実は謀の人で、誠意の足らぬ所がある。これがアレの欠点だよ」[341]
  - 「用心深い、堅固な人という事には、何人も異論はなかろう。その用心深い所に堅き根底が築かれている。伊藤や井上の及ばなかったのもここに存するであろう」[342]
- 伊藤痴遊 「実践の上で、後世に伝わるほどの事はしておらぬが、それでも元帥になって、陸軍の首脳であったのは、実に不思議というべきである。しかしながら、謹厳寡黙、すこぶる重厚の人柄で、どことなく押手の利いた人であった。子分も永い間に沢山養って、陸軍のほうにも、また政治のほうにもすこぶる多くいて、その勢力は実に驚くべきものがあった。至誠という事において、他の政治家や軍将に異なり、極めて真面目に国家を想うていた事だけは充分に認められる。どうでもよいというて事に当るというような事はとてもできない人で、何の仕事についても一生懸命であったのは感服に値する」[343]
- 石橋湛山は山縣の死を受けた大正11年2月11日に、『東洋経済新報』のコラム「小評論」で次のように述べている。山縣の政治権力を「国家を憂うる至誠の結果」と評し、宮中某重大事件での行動も至誠から出た行為と評している。一方で「世の中は停滞せざる新陳代謝があって、初めて社会は健全たる発達をする」ことを指摘し、「人は適当の時期に去り行くのもの、死もまた一の意義ある社会奉仕でなければならぬ」と評している。第二次世界大戦末期の昭和20年（1945年）4月14日には「週間寸信」において、中央指導部に対して政戦両略の妙を要求するとした上で、「冀くば山県元帥出でよ伊藤侯出でよ」と記している[344]。
- 昭和天皇は、終戦直後の昭和20年（1945年）9月に、疎開中の皇太子・明仁親王へ宛てた手紙の中で、「明治天皇の時には、山県、大山、山本等の如き陸海軍の名将があったが、今度の時には、あたかも第一次世界大戦の独国の如く、軍人が跋扈して大局を考えず、進むを知って、退くことを知らなかったからです」と、陸海軍の名将として大山巌・山本権兵衛とともに山縣をあげている[345]。

### 後年の評価
山縣は、政党政治否定、藩閥政治推進、社会運動弾圧の代表的人物として、歴史家から大きなマイナスの評価を与えられてきた。1961年に『山県有朋』を著した藤村道生は山縣が北清事変を「侵略の絶好の機会と見た」と表現し、「日本に比類のない軍国主義体制を作ることに成功し」「（山縣による官僚・軍閥が）日本を支配し続け、やがて暗黒の太平洋戦争に引きずり込む」と山縣と太平洋戦争を直接的に結びつけた表現をとっている。有馬学は明治から平成中期までになされた山縣論を分析して、山縣が個人的なパーソナリティーや政治姿勢およびその実像とは離れたところで、「近代日本の暗部」であり「否定されるべき存在」として「象徴化」「記号化」されて語られてきたとする。また有馬は明治末期から山縣の死の前後まで「否定の対象」として語られていた山縣が、大正11年の死から昭和前期にかけて「否定の対象としても忘れ去られ」「軍国主義者」「帝国主義者」「反動」「ファシスト的」「巨魁山縣有朋」など著しくマイナスの評価を与えられ続けたと指摘している。
また巨大な山縣閥を維持したことは「山縣自身の権力欲」にあるとみる向きも多く、鵜崎鷺城の言説以来藤村道生、岡義武らの研究者にも受け継がれている。伊藤之雄は、山縣の主観では信念によって権力を維持し、周囲毀誉褒貶を聞かない「愚直」な人間であったと評している。
近年では別の視点から山縣の実像に迫る分析がジョージ・アキタ（George Akita）、伊藤隆らにより試みられている。伊藤隆は山縣について、下関戦争や三国干渉の苦い経験を経て列強への警戒感をもち続け、欧米人対アジア人の「人種戦争」を憂慮する「日中提携論者」であり、アメリカとも対立すべきでないと説く「外交的にきわめて慎重な姿勢」をとり続けた政治家であり、従来の軍国主義的イメージとは異なる人物だったと評している。伊藤之雄は日露戦争・シベリア出兵・北清事変において山縣が列強の意向を確認する慎重な動きをみせたことと、陸軍全体の統制を重視したことを指摘し、太平洋戦争への道は山縣の理想や精神を忘れた後継の軍人達によって開かれたとしている。

## 栄典
位階
- 明治3年8月28日（1870年9月23日）- 従五位[354]
- 明治4年12月12日（1872年1月21日）- 従四位[354]
- 1873年（明治6年）11月15日 - 正四位[354]
- 1884年（明治17年）12月27日 - 従三位[354][355]
- 1886年（明治19年）10月19日 - 従二位[354][356]
- 1895年（明治28年）12月20日 - 正二位[354][357]
- 1922年（大正11年）2月1日 - 従一位[358][359]

爵位など
- 1884年（明治17年）7月7日 - 伯爵[354][360]
- 1891年（明治24年）5月6日 - 元勲優遇[361][362]
- 1895年（明治28年）
  - 5月27日 - 元勲優遇[363]
  - 8月5日 - 侯爵[354][364]
- 1898年（明治31年）1月20日 - 元帥[354][365]
- 1900年（明治33年）10月19日 - 元勲優遇[366]
- 1907年（明治40年）9月21日 - 公爵[354][367]
- 1912年（大正元年）8月13日 - 元勲[368]

勲章など
| 受章年                     | 略綬 | 勲章名                 | 備考                 |
| -------------------------- | ---- | ---------------------- | -------------------- |
| 1877年（明治10年）11月2日  |      | 勲一等旭日大綬章       |                      |
| 1891年（明治24年）4月8日   |      | 銀製黄綬褒章           |                      |
| 1895年（明治28年）8月5日   |      | 旭日桐花大綬章         |                      |
| 1895年（明治28年）8月5日   |      | 功二級金鵄勲章         |                      |
| 1895年（明治28年）11月18日 |      | 明治二十七八年従軍記章 |                      |
| 1902年（明治35年）5月10日  |      | 明治三十三年従軍記章   |                      |
| 1902年（明治35年）6月3日   |      | 大勲位菊花大綬章       |                      |
| 1906年（明治39年）4月1日   |      | 菊花章頸飾             |                      |
| 1906年（明治39年）4月1日   |      | 功一級金鵄勲章         |                      |
| 1906年（明治39年）4月1日   |      | 明治三十七八年従軍記章 |                      |
| 1907年（明治40年）2月2日   |      | 御紋付御杯             |                      |
| 1912年（大正元年）8月1日   |      | 韓国併合記念章         |                      |
| 1915年（大正4年）11月10日  |      | 大礼記念章（大正）     |                      |
| 1916年（大正5年）4月1日    |      | 金杯一組               |                      |
| 1916年（大正5年）4月1日    |      | 大正三四年従軍記章     |                      |
| 1917年（大正6年）1月20日   |      | 御紋付銀杯             |                      |
| 1920年（大正9年）9月7日    |      | 金盃一組               |                      |
| 1922年（大正11年）2月3日   |      | 国葬                   | 葬儀執行：同年2月9日 |

外国勲章佩用允許
| 受章年                     | 国籍                         | 略綬 | 勲章名                                               | 備考 |
| -------------------------- | ---------------------------- | ---- | ---------------------------------------------------- | ---- |
| 1880年（明治13年）6月15日  | フランス共和国               |      | レジオンドヌール勲章グラントフィシエ                 |      |
| 1886年（明治19年）12月22日 | ドイツ帝国                   |      | 王冠第一等勲章                                       |      |
| 1887年（明治20年）8月25日  | ポルトガル王国               |      | キリスト勲章グランクロア                             |      |
| 1889年（明治22年）10月30日 | イタリア王国                 |      | 聖マウリッツィオ・ラザロ勲章大十字騎士大綬章         |      |
| 1889年（明治22年）10月30日 | ロシア帝国                   |      | 白鷲勲章                                             |      |
| 1889年（明治22年）10月30日 | ドイツ帝国                   |      | 赤鷲第一等勲章                                       |      |
| 1890年（明治23年）11月22日 | オーストリア＝ハンガリー帝国 |      | 鉄冠第一等勲章                                       |      |
| 1896年（明治29年）10月28日 | ロシア帝国                   |      | 神聖アレクサンドル・ネフスキー大綬章                 |      |
| 1897年（明治30年）5月7日   | フランス共和国               |      | レジオンドヌール勲章グランクロワ                     |      |
| 1899年（明治32年）6月14日  | ドイツ帝国                   |      | 赤鷲大綬章                                           |      |
| 1906年（明治39年）4月5日   | イギリス帝国                 |      | メリット勲章                                         |      |
| 1908年（明治41年）3月12日  | 大韓帝国                     |      | 金尺大勲章                                           |      |
| 1916年（大正5年）1月14日   | ロシア帝国                   |      | ダイヤモンド装飾・神聖アレクサンドル・ネフスキー勲章 |      |
| 1918年（大正7年）7月3日    | イギリス帝国                 |      | 聖マイケル・聖ジョージ勲章ナイト・グランド・クロス   |      |

## 著作

### 単著
- 『葉桜日記』児玉少介、1892年11月。 NCID BA31603274。全国書誌番号:41011558。
- 『わしの山集』山県伊三郎、1894年11月。 NCID BA31911797。全国書誌番号:41002213。
- 『懐旧記事』秋月新太郎記、丸善、1898年6月。 NCID BA54216696。全国書誌番号:40019026。
- 『含雪山県公遺稿』魯庵記念財団、1926年6月。 NCID BN04777128。全国書誌番号:43052499 全国書誌番号:54007369。
- 鶴本丑之介 編『越の山風』東京書房、1939年11月。 NCID BN05519026。全国書誌番号:46053613。
- 『陸軍省沿革史』松下芳男解説、日本評論社〈明治文化叢書 5〉、1942年12月。 NCID BN08758952。全国書誌番号:46043599 全国書誌番号:60011024。
- 大山梓 編『山県有朋意見書』原書房〈明治百年史叢書 16〉、1966年11月。 NCID BN02900041。全国書誌番号:66009109。
- 『山縣公遺稿・こしのやまかぜ』東京大学出版会〈続日本史籍協会叢書〉、1979年8月。 NCID BN06998897。全国書誌番号:80041277。
  - 『山縣公遺稿・こしのやまかぜ』マツノ書店〈続日本史籍協会叢書〉、2012年3月。 NCID BB08782544。全国書誌番号:22084634。
  - 『山縣公遺稿・こしのやまかぜ』（オンデマンド版）東京大学出版会〈続日本史籍協会叢書〉、2016年3月。ISBN 9784130095389。 NCID BB21453911。全国書誌番号:22798100。
- 伊藤隆 編『大正初期山県有朋談話筆記・政変思出草』山川出版社〈近代日本史料選書 2〉、1981年1月。 NCID BN01165850。全国書誌番号:81014004。
- 尚友倶楽部 編『大正初期山県有朋談話筆記 続』芙蓉書房出版〈尚友ブックレット 憲政資料シリーズ 21〉、2011年12月。ISBN 9784829505458。 NCID BB07808391。

### 共著
- 高橋是清、山県有朋『経済問題論争』千倉書房、1936年6月。 NCID BN12170353。全国書誌番号:46051324。

### 校閲
- 小川弘・旗野十一郎 編『策府』山縣有朋・谷干城閲、漆山類治、1884年2月。 NCID BA8634535X。全国書誌番号:40065095。

### 撰文
- 『近衛兵紀念碑』山縣有朋撰、長三洲書、皓月堂、1884年4月。全国書誌番号:40071221。

## 系譜
山県氏は清和源氏多田氏の流れとされているが明確ではない。家名はその祖が安芸国山県郡今田村に住んだことからとされる。父は蔵元付中間山縣有稔。母は中間・岡治助の娘。姉が2人おり、壽子は勝津兼亮に、雪子は森山久之允に嫁す。家紋は丸に三つ鱗。
昭和63年（1988年）放送の大河ドラマ『武田信玄』では、有朋を信玄の重臣「山県昌景の子孫」と紹介していたが（オープニングの映像）、直接の系譜関係はないのが定説である。
妻に山口県湯玉の庄屋の娘・友子。友子没後、妾だった元日本橋芸妓・吉田貞子が事実上の夫人としての活動を行うようになったが、入籍や内縁の妻としての公表は行われていない。友子との間に7人の子をもうけたが、次女松子を除いて夭折したため、有朋には跡継ぎがなく、甥で姉壽子の次男・伊三郎を養子として迎える。伊三郎は枢密顧問官・逓信大臣・徳島県知事などを務めた。伊三郎の子・山縣有道は宮中に仕え侍従・式部官を務め、有道の子・山縣有信は栃木県矢板市長を務めた。
また伊三郎は、有朋の次女・松子と船越光之丞の三男有光も養子に迎えた。有光は侍従武官などを務め、山縣家分家として男爵を授爵された。有光の大叔父、つまり実父光之丞の叔父にあたる隆義は、海軍大将を務めた。隆義の妻キミ子は元首相・加藤友三郎の一人娘で、山縣家は加藤家と親戚関係になる。
```
　　　　　　　　　　　（旧姓中村氏）
吉左衛門━吉左衛門尚政＝三郎有稔┳有朋＝伊三郎━┳有道━┳有信━━━┳有徳━━━┳有茂
　　　　　　　　　　　　　　　　┃　　┗松子　　┃　　　┃　　　　　┃　　　　　┗有孝
　　　　　　　　　　　　　　　　┣壽子　　　　　┣清子　┣美枝子　　┣眞紀子
　　　　　　　　　　　　　　　　┃　┣伊三郎　　┃　　　┃　　　　　┃
　　　　　　　　　　　　　　　　┃勝津兼亮　　　┣三郎　┗美智子　　┗由紀子
　　　　　　　　　　　　　　　　┃　　　　　　　┃
　　　　　　　　　　　　　　　　┗雪子　　　　　┣吉朗
　　　　　　　　　　　　（船越光之丞妻）　　　　┃
　　　　　　　　　　　　　　　　　　　　　　　　┣壽美子
　　　　　　　　　　　　　　　　　　　　　　　　┃
　　　　　　　　　　　　　　　　　　　　　　　　┣五郎
　　　　　　　　　　　　　　　　　　　　　　　　┃
　　　　　　　　　　　　　　　　　　　　　　　　┣…有光━有輔
　　　　　　　　　　　　　　　　　　　　　　　　┃（船越光之丞三男、男爵）
　　　　　　　　　　　　　　　　　　　　　　　　┗七郎

```

## 邸宅・記念館

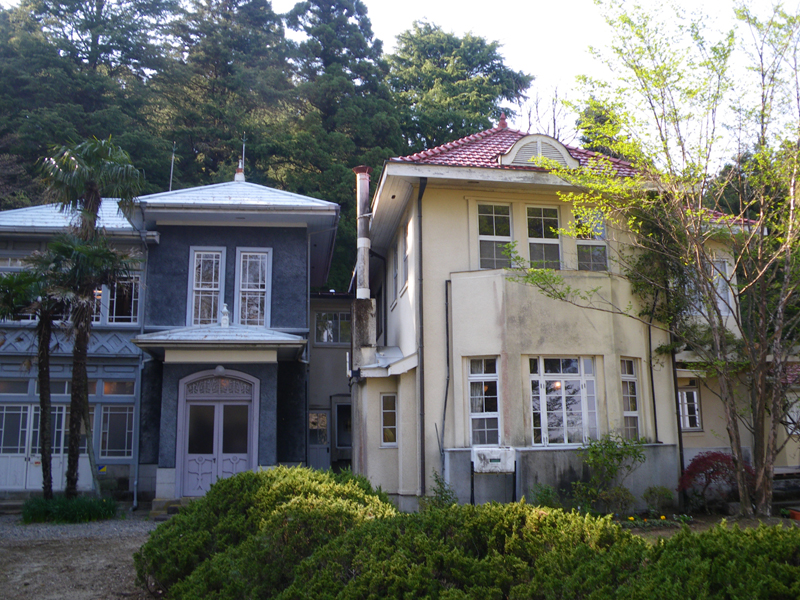
古稀庵から山縣農場へと移築された洋館。現在は山縣有朋記念館となっている

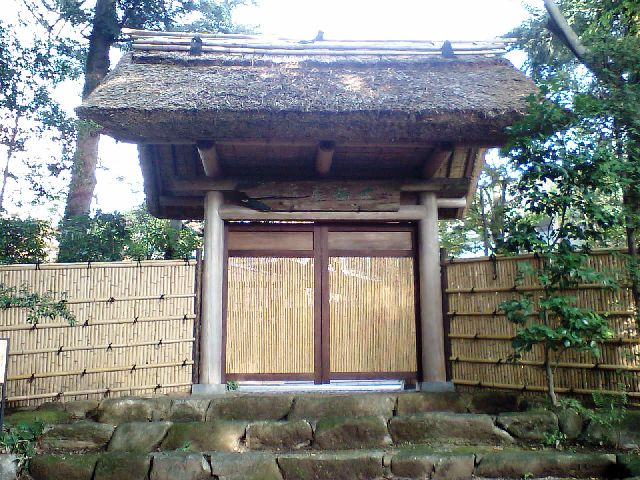
晩年を過ごした古稀庵（神奈川県小田原市）

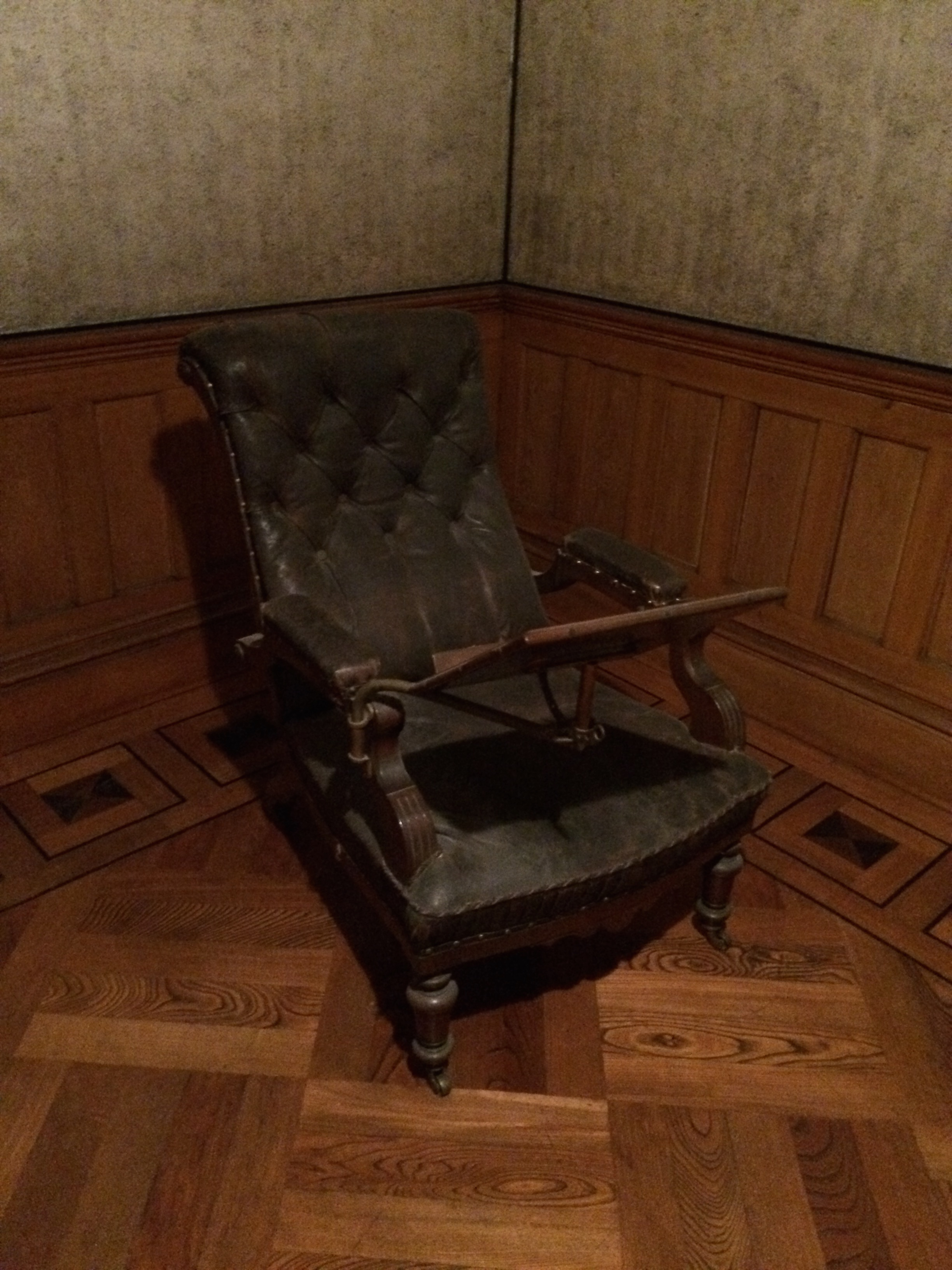
愛用の書見台付いす（無鄰菴所蔵）

### おもな邸宅と庭
- 無鄰菴（初代） 長州吉田清水山
慶応年間（1860年代後半）から明治33年(1900)まで使用[304]。
- 椿山荘 東京・小石川目白台の本邸
明治10年（1877年）にこの地を購入し造営を開始し、明治11年（1878年）に邸宅と庭園が完成[304]。作庭は岩本勝五郎。隣地に田中光顕の家があり、親密に行き来していた[397]。以後東京の本邸として使用され[304]、大正7年（1918年）に藤田平太郎に譲渡[398]。
- 山縣農場 栃木県・矢板
明治19年（1886年）、那須に広大な第三種官有地の払下げを受け移住農家を招致して開墾をすすめたもの[399][306][400]。古希庵の伊東忠太設計による木造洋館は大正12年（1923年）、関東大震災被災のあと養嗣子・伊三郎によりこの農場に移築され、現在は財団法人山縣有朋記念館となっている。山縣自身はほとんど滞在していない[397]。
- 小淘庵（おゆるぎあん[401][402]） 大磯別邸
明治20年（1887年）ごろからの約5,000坪の別邸。足関節炎の治療には山より海岸がいいという橋本綱常の勧めに従ったものだが、伊藤、西園寺、大隈ら有力政治家の別荘が隣接し、政治的交流の場としても機能した[397]。のちに山縣はこれを三井家に譲渡して古稀庵を構えた。
- 無鄰菴（第二）京都別邸
明治24年（1891年）。旧角倉邸。鴨川と高瀬川の分岐点、二条大橋のたもとに位置していた[403]。敷地の拡張ができなかったため翌年売却[397]。
- 無鄰菴（第三）京都別邸
明治29年（1896年）完成[404]。建物自体の完成は1895年[397]。数寄屋造りの母屋、藪内流燕庵写しの茶室、レンガ造り2階建て洋館からなる。洋館の設計は新家孝正で明治31年（1898年）に竣工。この洋館2階の間は日露開戦直前には「無鄰菴会議」の舞台ともなった。作庭は七代目小川治兵衛（当時35歳で、山縣は初めて起用した）[304]。
- 新々亭（さらさらてい） 東京小石川水道町別邸
明治40年（1907年）。この庭にも流れと池が配置された。「新々亭」という名は山縣の詠じた「さら／＼と木がくれつたひゆく水の流れの末に魚のとぶみゆ」という歌にちなんだものである。500坪。山縣の死後は貞子夫人邸となる[304]。
- 古希庵（こきあん） 小田原別邸[405]。
山縣が明治40年（1907年）、古稀の折りに造営し晩年を過ごした邸宅。平屋建の和風木造の母屋、木造2階建ての洋館（伊東忠太設計、1909年竣工）、レンガ造平屋建の洋館（ジョサイア・コンドル設計）があった。岩本勝五郎による広大な庭園は相模湾と箱根山を借景としていた[406]。「小田原の大御所」の異名はここに由来する。山縣がめったに上京しなくなったことから中央政界の小田原詣でが始まるが、これが山縣の威光をさらに演出することとなり、伊東巳代治はこの戦略を「山縣式」と呼んだ[397]。隣地には、土地確保に協力した益田孝の掃雲台があり、親しく交流した[397]。そのほか、清浦奎吾､ 大島義昌、やまと新聞の松下軍治、山下亀三郎らの別荘が隣接し、周辺地は山縣閥のコロニーと化していた[397]。
- 新椿山荘 東京・麹町
大正6年（1917年）。以前より所有していた麹町区五番町14に隣接地を足して拡張し、東京滞在時の邸宅とした[397]。

### 記念館
- 山縣有朋記念館
栃木県指定の有形文化財である[407]。

## 関連作品
映画
- 『明治天皇と日露大戦争』（1957年、新東宝、演：高田稔）
- 『天皇・皇后と日清戦争』（1958年、新東宝、演：高田稔）
- 『日本海大海戦』（1969年、東宝、演：三津田健）
- 『二百三高地』（1980年、東映、演：神山繁）
- 『幕末青春グラフィティ Ronin 坂本竜馬』（1986年、東宝、演：原田大二郎）
- 『T.R.Y.』（2003年、東映、演：丹波哲郎）
- 『るろうに剣心』（2012年、ワーナー エンターテイメント ジャパン、演：奥田瑛二）

テレビドラマ
- 『三姉妹』（1967年、NHK大河ドラマ、演：江守徹）
- 『花神』（1977年、NHK大河ドラマ、演：西田敏行）
- 『獅子の時代』（1980年、NHK大河ドラマ、演：江角英）
- 『二百三高地 愛は死にますか』（1981年、東映・TBS、演：増田順司）
- 『風雲』（1982年、KBS大河ドラマ、演：イ・ヨン）
- 『幕末青春グラフィティ 坂本竜馬』（1982年、日本テレビ、演：蟹江敬三）
- 『春の波涛』（1985年、NHK大河ドラマ、演：高橋悦史）
- 『田原坂』（1987年、日本テレビ年末時代劇スペシャル、演：有川博）
- 『奇兵隊』（1989年、日本テレビ年末時代劇スペシャル、演：石原良純）
- 『翔ぶが如く』（1990年、NHK大河ドラマ、演：新井康弘）
- 『台湾1895』（2008年、中国中央電視台ドラマ、演：梶岡潤一）日本未公開
- 『坂の上の雲』（2009年 - 2011年、NHKスペシャルドラマ、演：江守徹）
- 『八重の桜』（2013年、NHK大河ドラマ、演：猪野学）
- 『花燃ゆ』（2015年、NHK大河ドラマ、演：永岡佑）
- 『西郷どん』（2018年、NHK大河ドラマ、演：村上新悟）

漫画
- 『るろうに剣心 -明治剣客浪漫譚・北海道編-』（2017年 - 、集英社『ジャンプスクエア』連載）
- 『昭和天皇物語』（2017年 - 、小学館『ビッグコミックオリジナル』連載）